# Komplekse tal
Ved et komplekst tal forstås en størrelse {\displaystyle z}, som er en sum af to komponenter, ét reelt tal (realdelen) og et andet reelt tal (imaginærdelen) ganget med den imaginære enhedsstørrelse {\displaystyle \mathrm {i} }. Et komplekst tal kan derfor repræsenteres ved to reelle tal, og illustreres som et punkt i et koordinatsystem kaldet et Argand-diagram med en reel og en imaginær akse.
Et komplekst tal skrives på formen
{\displaystyle z=a+b\cdot \mathrm {i} ,\quad a\in \mathbb {R} ,\;b\in \mathbb {R} }
hvor {\displaystyle a} og {\displaystyle b} som angivet er vilkårlige reelle tal og hvor {\displaystyle \mathrm {i} } er en særligt konstrueret størrelse med egenskaben
{\displaystyle \mathrm {i} ^{2}=-1}
Da det for ethvert reelt tal {\displaystyle a} gælder, at {\displaystyle a^{2}\geqq 0}, kan {\displaystyle \mathrm {i} } ikke være et reelt tal; størrelsen kaldes den imaginære enhed. Populært omtales {\displaystyle \mathrm {i} } også som "kvadratroden af -1", og det er netop en af de kendetegnende egenskaber ved komplekse tal, at et komplekst tal opløftet i 2. potens kan blive et negativt tal (modsat de reelle tal hvor selv et negativt tal i 2. potens altid er et positivt resultat).
En stringent definition af de komplekse tal {\displaystyle \mathbb {C} } og den imaginære enhed {\displaystyle \mathrm {i} } gives i dette afsnit. Den historiske udvikling beskrives i det historiske afsnit. Endelig er der et afsnit om anvendelse i matematik, fysik og teknik.

## Reelle kontra komplekse tal
Nedenstående figurer illustrerer løst forskellen på reelle og komplekse tal.
De reelle tal er en éndimensional talmængde og kan derfor opfattes som punkter på en tallinie. Addition svarer til en parallelforskydning langs linjen og multiplikation svarer til en strækning af linjen.
De komplekse tal er en todimensional talmængde og kan derfor opfattes som punkter i et talplan. Addition svarer til en parallelforskydning af planets punkter, mens multiplikation svarer til en strækning i kombination med en rotation af planets punkter.

## Notation
| {\displaystyle {\color {White}\mathbb {C} }}                        |
| Mængden af komplekse tal betegnes med bogstavet C med dobbeltstreg. |

I matematisk litteratur optræder både rækkefølgerne {\displaystyle z=a+b\cdot \mathrm {i} } og {\displaystyle z=a+\mathrm {i} \cdot b}  eller der veksles frit mellem dem. For at fremhæve den imaginære enhed {\displaystyle \mathrm {i} }, anbefales det, at symbolet skrives uden kursivering.
Inden for vekselstrøm og elektroteknik benyttes et kursiveret lille {\displaystyle i} til at betegne tidsvariable strømstyrker. Man vil her oftest støde på betegnelsen {\displaystyle j} for den imaginære enhed, selv om forvekslingsmuligheder næppe forekommer.
Her benyttes notationen {\displaystyle z=a+b\cdot \mathrm {i} }.
Inden for de reelle tal {\displaystyle \mathbb {R} } er der tradition for at betegne variable med bogstaverne {\displaystyle x} og {\displaystyle y}; inden for de komplekse tal {\displaystyle \mathbb {C} } anvendes traditionelt variabelnavne som {\displaystyle z} og {\displaystyle w}.
De to dele af det komplekse tal {\displaystyle z} kaldes realdelen og imaginærdelen:
| Realdelen af {\displaystyle z}:     |  | {\displaystyle \operatorname {Re} (z)=a} |
| Imaginærdelen af {\displaystyle z}: |  | {\displaystyle \operatorname {Im} (z)=b} |
Bemærk, at realdelen og imaginærdelen er reelle tal.

## Entydighed
Fremstilling af et komplekst tal på formen {\displaystyle z=a+b\cdot \mathrm {i} } er entydig. Antag nemlig, at der foreligger to fremstillinger:
{\displaystyle z=a_{1}+b_{1}\cdot \mathrm {i} }   og   {\displaystyle z=a_{2}+b_{2}\cdot \mathrm {i} }
Man kan da omskrive således:
{\displaystyle a_{1}+b_{1}\cdot \mathrm {i} =a_{2}+b_{2}\cdot \mathrm {i} }
hvoraf
{\displaystyle a_{1}-a_{2}=(b_{2}-b_{1})\cdot \mathrm {i} }
Antag at {\displaystyle b_{2}\neq b_{1}}. Ved division fås da, at
{\displaystyle {\frac {a_{1}-a_{2}}{b_{2}-b_{1}}}=\mathrm {i} }
Brøken på venstre side er et reelt tal, medens højre side er imaginær. Antagelsen {\displaystyle b_{2}\neq b_{1}} fører altså til en modstrid og må derfor forkastes, dvs. {\displaystyle b_{2}=b_{1}}. Videre følger, at {\displaystyle a_{1}-a_{2}=(b_{2}-b_{1})\cdot \mathrm {i} =0}, så også {\displaystyle a_{2}=a_{1}}. De to fremstillinger er altså ens.

## Elementære regneregler for komplekse tal
Reglerne er helt de samme som for reelle tal, blot skal man erindre, at {\displaystyle \mathrm {i} ^{2}=-1}.
Vi betragter to komplekse tal,
{\displaystyle z_{1}=a_{1}+b_{1}\cdot \mathrm {i} \quad } og {\displaystyle \quad z_{2}=a_{2}+b_{2}\cdot \mathrm {i} }.
Kompleks addition:
| {\displaystyle z_{1}+z_{2}} | {\displaystyle \,=\,} | {\displaystyle (a_{1}+b_{1}\cdot \mathrm {i} )+(a_{2}+b_{2}\cdot \mathrm {i} )} |
|                             | {\displaystyle \,=\,} | {\displaystyle (a_{1}+a_{2})+(b_{1}+b_{2})\cdot \mathrm {i} }                   |

|  | \| \| \| \| \| \| \| \| | (1) |
|  |                         |     |
|  |                         |     |
Kompleks subtraktion:
| {\displaystyle z_{1}-z_{2}} | {\displaystyle \,=\,} | {\displaystyle (a_{1}+b_{1}\cdot \mathrm {i} )-(a_{2}+b_{2}\cdot \mathrm {i} )} |
|                             | {\displaystyle \,=\,} | {\displaystyle (a_{1}-a_{2})+(b_{1}-b_{2})\cdot \mathrm {i} }                   |

|  | \| \| \| \| \| \| \| \| | (2) |
|  |                         |     |
|  |                         |     |
Kompleks multiplikation:
| {\displaystyle z_{1}\cdot z_{2}} | {\displaystyle \,=\,} | {\displaystyle (a_{1}+b_{1}\cdot \mathrm {i} )\cdot (a_{2}+b_{2}\cdot \mathrm {i} )}                                                                        |
|                                  | {\displaystyle \,=\,} | {\displaystyle a_{1}\cdot a_{2}+a_{1}\cdot b_{2}\cdot \mathrm {i} +b_{1}\cdot \mathrm {i} \cdot a_{2}+b_{1}\cdot \mathrm {i} \cdot b_{2}\cdot \mathrm {i} } |
|                                  | {\displaystyle \,=\,} | {\displaystyle (a_{1}\cdot a_{2}-b_{1}\cdot b_{2})+(a_{1}\cdot b_{2}+a_{2}\cdot b_{1})\cdot \mathrm {i} }                                                   |

|  | \| \| \| \| \| \| \| \| | (3) |
|  |                         |     |
|  |                         |     |
Kompleks division:
| {\displaystyle {\frac {z_{1}}{z_{2}}}} | {\displaystyle \,=\,} | {\displaystyle {\frac {a_{1}+b_{1}\cdot \mathrm {i} }{a_{2}+b_{2}\cdot \mathrm {i} }}={\frac {(a_{1}+b_{1}\cdot \mathrm {i} )\cdot (a_{2}-b_{2}\cdot \mathrm {i} )}{(a_{2}+b_{2}\cdot \mathrm {i} )\cdot (a_{2}-b_{2}\cdot \mathrm {i} )}}} |
|                                        | {\displaystyle \,=\,} | {\displaystyle {\frac {(a_{1}\cdot a_{2}+b_{1}\cdot b_{2})+(a_{2}\cdot b_{1}-a_{1}\cdot b_{2})\cdot \mathrm {i} }{a_{2}^{2}+b_{2}^{2}}}} |

|  | \| \| \| \| \| \| \| \| | (4) |
|  |                         |     |
|  |                         |     |
Kompleks konjugering:

| {\displaystyle {\bar {z}}=a-b\cdot \mathrm {i} } | \| \| \| \| \| \| \| \| | (5) |
|                                                  |                         |     |
|                                                  |                         |     |
Det læses "z-streg". Bemærk, at divisionen udføres ved at forlænge brøken med nævnerens konjugerede tal.
| Eksempler | \| \| \| \| \| \| \| \| | (Eks. 1) |
|           |                         |          |
|           |                         |          |

Elementær regning med komplekse tal
- {\displaystyle (5-4\cdot \mathrm {i} )+(-3-2\cdot \mathrm {i} )={\color {ForestGreen}2-6\cdot \mathrm {i} }}

- {\displaystyle (2+\mathrm {i} )\cdot (3-4\cdot \mathrm {i} )=6-8\cdot \mathrm {i} +3\cdot \mathrm {i} +4={\color {ForestGreen}10-5\cdot \mathrm {i} }}

- {\displaystyle {\frac {3-4\cdot \mathrm {i} }{5+2\cdot \mathrm {i} }}={\frac {(3-4\cdot \mathrm {i} )\cdot (5-2\cdot \mathrm {i} )}{(5+2\cdot \mathrm {i} )\cdot (5-2\cdot \mathrm {i} )}}={\frac {15-20\cdot \mathrm {i} -6\cdot \mathrm {i} +8\cdot {\mathrm {i} }^{2}}{25-4\cdot {\mathrm {i} }^{2}}}={\frac {7-26\cdot \mathrm {i} }{29}}={\color {ForestGreen}\textstyle {\frac {7}{29}}-{\frac {26}{29}}\cdot \mathrm {i} }}

- {\displaystyle {\overline {2-7\cdot \mathrm {i} }}={\color {ForestGreen}2+7\cdot \mathrm {i} }}

- {\displaystyle {\overline {7\cdot \mathrm {i} -2}}={\color {ForestGreen}-2-7\cdot \mathrm {i} }}

- {\displaystyle {(a+b\cdot \mathrm {i} )}^{2}=(a+b\cdot \mathrm {i} )\cdot (a+b\cdot \mathrm {i} )={\color {ForestGreen}a^{2}-b^{2}+2\cdot a\cdot b\cdot \mathrm {i} }}

- {\displaystyle (a+b\cdot \mathrm {i} )\cdot (a-b\cdot \mathrm {i} )=a^{2}-{(b\cdot \mathrm {i} )}^{2}={\color {ForestGreen}a^{2}+b^{2}}}

De to sidste eksempler viser beregninger med to af kvadratsætningerne.

## Definition af de komplekse tal

### TallegemetR{\displaystyle \mathbb {R} }
Mængden af reelle tal {\displaystyle \mathbb {R} } er et eksempel på den matematiske struktur, som kaldes et (tal)legeme. Det betyder, at der findes to kompositionsregler kaldet addition (skrevet med symbolet '{\displaystyle +}') og multiplikation (skrevet med symbolet '{\displaystyle \cdot }'), som opfylder følgende aksiomer, der kort beskrives ved hjælp af al-kvantor {\displaystyle \forall } og eksistens-kvantor {\displaystyle \exists }:
- ({\displaystyle \mathbb {R} }, +) er en kommutativ gruppe:
  - Den associative lov er opfyldt:

{\displaystyle \forall \;a,b\in \mathbb {R} :(a+b)+c=a+(b+c)}.
  - Den kommutative lov er opfyldt:

{\displaystyle \forall \;a,b\in \mathbb {R} :a+b=b+a}.
  - Der findes et neutralt element for addition eller nulelement, nemlig tallet {\displaystyle 0}:

{\displaystyle \forall \;a\in \mathbb {R} :a+0=0+a=a}.
  - Alle elementer er invertible, dvs. har et modsat element:

{\displaystyle \forall \;a\in \mathbb {R} \;\exists \;a^{*}\in \mathbb {R} :a+a^{*}=0};
det modsatte element til {\displaystyle a} betegnes {\displaystyle -a}, {\displaystyle a^{*}=-a}.

- ({\displaystyle \mathbb {R} \setminus \{0\},\cdot )} er en kommutativ gruppe:
  - Den associative lov er opfyldt:

{\displaystyle \forall \;a,b\in \mathbb {R} \setminus \{0\}:(a\cdot b)\cdot c=a\cdot (b\cdot c)}.
  - Den kommutative lov er opfyldt:

{\displaystyle \forall \;a,b\in \mathbb {R} \setminus \{0\}:a\cdot b=b\cdot a}.
  - Der findes et neutralt element for multiplikation eller et-element, nemlig tallet {\displaystyle 1}:

{\displaystyle \forall \;a\in \mathbb {R} \setminus \{0\}:a\cdot 1=1\cdot a=a}.
  - Alle elementer er invertible, dvs. har et reciprokt element:

{\displaystyle \forall \;a\in \mathbb {R} \setminus \{0\}\;\exists \;a^{**}\in \mathbb {R} \setminus \{0\}:a\cdot a^{**}=1};
det reciprokke element til {\displaystyle a} betegnes {\displaystyle 1/a} eller {\displaystyle a^{-1}}, {\displaystyle a^{**}=1/a}.

- Den distibutive lov er opfyldt, dvs.
{\displaystyle \forall \;a,b,c\in \mathbb {R} :a\cdot (b+c)=a\cdot b+a\cdot c}.

### TallegemetC{\displaystyle \mathbb {C} }
Mængden af komplekse tal {\displaystyle \mathbb {C} } konstrueres ved at betragte mængden af reelle talpar {\displaystyle (a,b)} og heri definere følgende to kompositionsregler:
| Addition:       |  | {\displaystyle (a_{1},a_{2})+(b_{1},b_{2})=(a_{1}+b_{1},a_{2}+b_{2})}                                                  |
| Multiplikation: |  | {\displaystyle (a_{1},a_{2})\cdot (b_{1},b_{2})=(a_{1}\cdot b_{1}-a_{2}\cdot b_{2},a_{1}\cdot b_{2}+a_{2}\cdot b_{1})} |
Talparret {\displaystyle (0,0)} er nul-element og talparret {\displaystyle (1,0)} er ét-element:
{\displaystyle (a_{1},a_{2})+(0,0)=(a_{1}+0,a_{2}+0)=(a_{1},a_{2})}
{\displaystyle (a_{1},a_{2})\cdot (1,0)=(a_{1}\cdot 1-a_{2}\cdot 0,a_{1}\cdot 0+a_{2}\cdot 1)=(a_{1},a_{2})}
Man kan ved selvsyn kontrollere, at alle aksiomerne omtalt i forrige afsnit er opfyldt. Her følger et par eksempler:
Multiplikation er kommutativ fordi multiplikation (og addition) af reelle tal er det:
| {\displaystyle (a_{1},a_{2})\cdot (b_{1},b_{2})} | {\displaystyle \,=\,} | {\displaystyle (a_{1}\cdot b_{1}-a_{2}\cdot b_{2},a_{1}\cdot b_{2}+a_{2}\cdot b_{1})} |
|                                                  | {\displaystyle \,=\,} | {\displaystyle (b_{1}\cdot a_{1}-b_{2}\cdot a_{2},b_{1}\cdot a_{2}+b_{2}\cdot a_{1})} |
|                                                  | {\displaystyle \,=\,} | {\displaystyle (b_{1},b_{2})\cdot (a_{1},a_{2})}                                      |
Multiplikation er associativ, da udregning af de to sider giver samme resultat:
Venstre side:
| {\displaystyle (a_{1},a_{2})\cdot ((b_{1},b_{2})\cdot (c_{1},c_{2}))} | {\displaystyle \,=\,} | {\displaystyle (a_{1},a_{2})\cdot (b_{1}\cdot c_{1}-b_{2}\cdot c_{2},b_{1}\cdot c_{2}+b_{2}\cdot c_{1})0}                        |
|                                                                       | {\displaystyle \,=\,} | {\displaystyle (a_{1}\cdot b_{1}\cdot c_{1}-a_{1}\cdot b_{2}\cdot c_{2}-a_{2}\cdot b_{1}\cdot c_{2}-a_{2}\cdot b_{2}\cdot c_{1}} |
|                                                                       | {\displaystyle \,,\,} | {\displaystyle a_{1}\cdot b_{1}\cdot c_{2}+a_{1}\cdot b_{2}\cdot c_{1}+a_{2}\cdot b_{1}\cdot c_{1}-a_{2}\cdot b_{2}\cdot c_{2})} |
Højre side:
| {\displaystyle ((a_{1},a_{2})\cdot (b_{1},b_{2}))\cdot (c_{1},c_{2})} | {\displaystyle \,=\,} | {\displaystyle (a_{1}\cdot b_{1}-a_{2}\cdot b_{2},a_{1}\cdot b_{2}+a_{2}\cdot b_{1})\cdot (c_{1},c_{2})}                         |
|                                                                       | {\displaystyle \,=\,} | {\displaystyle (a_{1}\cdot b_{1}\cdot c_{1}-a_{1}\cdot b_{2}\cdot c_{2}-a_{2}\cdot b_{1}\cdot c_{2}-a_{2}\cdot b_{2}\cdot c_{1}} |
|                                                                       | {\displaystyle \,,\,} | {\displaystyle a_{1}\cdot b_{1}\cdot c_{2}+a_{1}\cdot b_{2}\cdot c_{1}+a_{2}\cdot b_{1}\cdot c_{1}-a_{2}\cdot b_{2}\cdot c_{2})} |
De to resultater er ens.
Den associative lov vises ved tilsvarende (trælsomme) udregninger.
Modsat element
Åbenbart er det modsatte element til {\displaystyle (a_{1},a_{2})} elementet {\displaystyle (-a_{1},-a_{2})}.
Reciprokt element
Lad {\displaystyle (a_{1},a_{2})} være et element forskelligt fra {\displaystyle (0,0)}. Vi skal vise, at der findes et element {\displaystyle (x_{1},x_{2})} så
{\displaystyle (a_{1},a_{2})\cdot (x_{1},x_{2})=(1,0)}
Med anvendelse af produktdefinitionen fører dette til ligningssystemet
{\displaystyle {\Bigg \{}{\begin{matrix}{a_{1}\cdot x_{1}-a_{2}\cdot x_{2}=1}\\{a_{2}\cdot x_{1}+a_{1}\cdot x_{2}=0}\end{matrix}}}
der har determinanten {\displaystyle a_{1}^{2}+a_{2}^{2}}, som er et positivt tal. Ligningssystemet har derfor netop én løsning
{\displaystyle (x_{1},x_{2})={\begin{pmatrix}{\frac {\begin{vmatrix}1&-a_{2}\\0&a_{1}\end{vmatrix}}{\begin{vmatrix}a_{1}&-a_{2}\\a_{2}&a_{1}\end{vmatrix}}},{\frac {\begin{vmatrix}a_{1}&1\\a_{2}&0\end{vmatrix}}{\begin{vmatrix}a_{1}&-a_{2}\\a_{2}&a_{1}\end{vmatrix}}}\end{pmatrix}}={\bigg (}{\frac {a_{1}}{a_{1}^{2}+a_{2}^{2}}},{\frac {-a_{2}}{a_{1}^{2}+a_{2}^{2}}}{\bigg )}}
Det reciprokke element er derfor entydigt bestemt til

| {\displaystyle {(a_{1},a_{2})}^{-1}=\left({\frac {a_{1}}{a_{1}^{2}+a_{2}^{2}}},-{\frac {a_{2}}{a_{1}^{2}+a_{2}^{2}}}\right)} | \| \| \| \| \| \| \| \| | (6) |
| |                         |     |
| |                         |     |
| Eksempel | \| \| \| \| \| \| \| \| | (Eks. 2) |
|          |                         |          |
|          |                         |          |

Det reciprokke tal til {\displaystyle (a_{1},a_{2})=({\tfrac {1}{2}},-{\tfrac {1}{2}})} er
{\displaystyle {(a_{1},a_{2})}^{-1}=\left({\frac {\tfrac {1}{2}}{{\tfrac {1}{2}}^{2}+\left(-{\tfrac {1}{2}}\right)^{2}}},-{\frac {-{\tfrac {1}{2}}}{{\tfrac {1}{2}}^{2}+\left(-{\tfrac {1}{2}}\right)^{2}}}\right)=\left({\frac {\tfrac {1}{2}}{2\cdot {\tfrac {1}{4}}}},{\frac {\tfrac {1}{2}}{2\cdot {\tfrac {1}{4}}}}\right)=(1,1)}

### Indlejring af de reelle talR{\displaystyle \mathbb {R} }i de komplekse talC{\displaystyle \mathbb {C} }
Vi betragter nu specielt den delmængde af de komplekse tal, hvis imaginærdel er nul. Reglerne for addition og multiplikation lyder da
| Addition:       |  | {\displaystyle (a,0)+(b,0)=(a+b,0)}                                                             |
| Multiplikation: |  | {\displaystyle (a,0)\cdot (b,0)=(a\cdot b-0\cdot 0,a\cdot 0+0\cdot b)=(a\cdot b,0)}             |
| Reciprok værdi: |  | {\displaystyle {(a,0)}^{-1}=\left({\frac {a}{a^{2}+0}},-{\frac {0}{a^{2}+0}}\right)=(a^{-1},0)} |
På denne baggrund tillader man sig at identificere det komplekse tal {\displaystyle (a,0)} med det reelle tal {\displaystyle a}, og man siger, at mængden {\displaystyle \mathbb {R} } er indlejret i {\displaystyle \mathbb {C} } eller er en ægte delmængde af {\displaystyle \mathbb {C} }.
Medens de reelle tal er en ordnet mængde, dvs. for etvert talpar {\displaystyle (a,b)} gælder, at enten er {\displaystyle a<b} eller {\displaystyle a=b} eller {\displaystyle a>b}, så gælder intet tilsvarende for komplekse tal; man kan ikke om to givne forskellige komplekse tal sige, at det ene er større end eller mindre end det andet.

### Den imaginære enhed i
Ifølge produktreglen gælder om det komplekse tal {\displaystyle (0,1)} at
{\displaystyle (0,1)\cdot (0,1)=(0\cdot 0-1\cdot 1,0\cdot 1-1\cdot 0)=(-1,0)}
Det komplekse tal {\displaystyle (0,1)} kaldes af historiske grunde den imaginære enhed og betegnes med {\displaystyle \mathrm {i} }:

| {\displaystyle \mathrm {i} \equiv (0,1)} | \| \| \| \| \| \| \| \| | (7) |
|                                          |                         |     |
|                                          |                         |     |
Da man kan identificere {\displaystyle (-1,0)} med {\displaystyle -1}, når vi frem til ligningen
{\displaystyle \mathrm {i} ^{2}=-1}
Et vilkårligt komplekst tal {\displaystyle z=(a,b)} kan nu skrives på formen
{\displaystyle z=(a,b)=(a,0)+(0,b)=(a,0)+(b,0)\cdot (0,1)}
eller kort

| {\displaystyle z=a+b\cdot \mathrm {i} } | \| \| \| \| \| \| \| \| | (8) |
|                                         |                         |     |
|                                         |                         |     |
Introduktionen af den imaginære enhed medfører en skrivemåde for komplekse tal, som er mere praktisk anvendelig end den oprindelige definition med talpar og kompositionsregler. Eksempelvis er
{\displaystyle z\cdot \mathrm {i} =a\cdot \mathrm {i} +b\cdot {\mathrm {i} }^{2}=-b+a\cdot \mathrm {i} }.

## Kartesisk og polær beskrivelse af komplekse tal

### Kartesisk beskrivelse: Kompleks talplan
Et komplekst tal {\displaystyle z\ =a+b\cdot \mathrm {i} } kan naturligt illustreres med et punkt med koordinaterne {\displaystyle (a,b)} i et koordinatsystem med den reelle akse som ordinat og den imaginære akse som abscisse. Dette talplan kaldes det komplekse eller det gaussiske plan eller argand-planet. Om baggrunden for disse betegnelser se det historiske afsnit.
Nogle geometriske fortolkninger:
- Da {\displaystyle {\bar {z}}=a-b\cdot \mathrm {i} }, svarer kompleks konjugering, jfr. ligning (5), til spejling om den reelle akse.
- Da addition sker efter samme regel som for vektorer, kan en sum {\displaystyle z=z_{1}+z_{2}} konstrueres som et parallelogram.
- Multiplikation med {\displaystyle \mathrm {i} } sker ved drejning på {\displaystyle 90^{\circ }}, division ved drejning på {\displaystyle -90^{\circ }}.
- Da {\displaystyle \mathrm {Re} (z)=a}, fås realdelen ved projektion af {\displaystyle (a,b)} på den reelle akse.
- Da {\displaystyle \mathrm {Im} (z)=b}, fås imaginærdelen ved projektion af {\displaystyle (a,b)} på den imaginære akse.

Endvidere ses det, at real- og imaginærdel kan udtrykkes ved {\displaystyle z} og {\displaystyle {\bar {z}}}:
{\displaystyle \mathrm {Re} \,(z)={\tfrac {1}{2}}\cdot (z+{\bar {z}})}
{\displaystyle \mathrm {Im} \,(z)={\tfrac {1}{2\cdot \mathrm {i} }}\cdot (z-{\bar {z}})}

### Polær beskrivelse: Modulus og argument
Et komplekst tal {\displaystyle z=a+b\cdot \mathrm {i} }, som ikke er lig nul, kan ved siden af sine kartesiske koordinater {\displaystyle {\text{P}}=(a,b)} også beskrives ved sine polære koordinater {\displaystyle \left\langle r,\varphi \right\rangle }. Her betegner {\displaystyle r} punktets afstand fra origo {\displaystyle {\text{O}}=(0,0)} og {\displaystyle \varphi } er den vinkel, som liniestykket {\displaystyle {\text{OP}}} danner med den reelle akse, se figuren.
Den polære koordinat {\displaystyle r} kaldes det komplekse tals modulus eller numeriske værdi eller norm og skrives
{\displaystyle |z|=r={\sqrt {a^{2}+b^{2}}}}
Den polære koordinat {\displaystyle \varphi } kaldes det komplekse tals argument og skrives
{\displaystyle \arg(z)=\varphi =\operatorname {arctanxy} (a,b)}
Her er {\displaystyle \operatorname {arctanxy} (x,y)} den arcustangens-funktion, som beregner den vinkel, som en linje fra origo til punktet med koordinaterne {\displaystyle (x,y)} danner med førsteaksen.
Det komplekse tal {\displaystyle z=0} har modulus {\displaystyle \left\vert z\right\vert =0}, men tillægges ikke noget argument.
Argumentet for et komplekst tal er en flertydig størrelse: Hvis {\displaystyle \arg(z)=\varphi } er argument for {\displaystyle z}, så kan også ethvert af tallene {\displaystyle \varphi +2\cdot \pi \cdot n,\;n\in \mathbb {Z} } bruges som argument, fordi addition af et multiplum af {\displaystyle 2\cdot \pi } ( eller {\displaystyle 360^{\circ }} i gradmål) udpeger den samme retning. Man vælger ofte at lade {\displaystyle \varphi } ligge i det halvåbne interval {\displaystyle [-\pi ,\pi [} ( eller i gradmål {\displaystyle [-180^{\circ },\,180^{\circ }[}).
| Eksempler | \| \| \| \| \| \| \| \| | (Eks. 3) |
|           |                         |          |
|           |                         |          |

| {\displaystyle z=-\mathrm {i} }           | {\displaystyle \,:\,} | {\displaystyle \|z\|={\sqrt {(0)^{2}+(-1)^{2}}}={\sqrt {1}}=1}      |  | {\displaystyle \arg(z)=-\pi \ 2=-90^{\circ }}                                                    |
| {\displaystyle z=-1+\mathrm {i} }         | {\displaystyle \,:\,} | {\displaystyle \|z\|={\sqrt {(-1)^{2}+(1)^{2}}}={\sqrt {2}}}        |  | {\displaystyle \arg(z)=3/4\cdot \pi =135^{\circ }}                                               |
| {\displaystyle z=-5-12\cdot \mathrm {i} } | {\displaystyle \,:\,} | {\displaystyle \|z\|={\sqrt {(-5)^{2}+(-12)^{2}}}={\sqrt {169}}=13} |  | {\displaystyle \arg(z)=\operatorname {arctanxy} (-5,-12)\approx -1.9656\approx -112.62^{\circ }} |

### Multiplikation og division af to komplekse tal på polær form
De kartesiske koordinater for et komplekst tal {\displaystyle z} med modulus {\displaystyle r=|z|} og argument {\displaystyle \varphi =\arg(z)} fås ved projektion på den reelle hhv. imaginære akse:
{\displaystyle \mathrm {Re} \,(z)=r\cdot \cos(\varphi )}
{\displaystyle \mathrm {Im} \,(z)=r\cdot \sin(\varphi )}
Tallet kan derfor skrives
{\displaystyle z=r\cdot (\cos(\varphi )+\sin(\varphi )\cdot \mathrm {i} )}.
Heraf finder vi, at produktet af to komplekse tal
| {\displaystyle z} | {\displaystyle \,=\,} | {\displaystyle \|z\|\cdot (\cos(\varphi )+\sin(\varphi )\cdot \mathrm {i} )} | {\displaystyle \quad } | {\displaystyle \varphi =\arg(z)} |
| {\displaystyle w} | {\displaystyle \,=\,} | {\displaystyle \|w\|\cdot (\cos(\psi )+\sin(\psi )\cdot \mathrm {i} )}       | {\displaystyle \quad } | {\displaystyle \psi =\arg(w)}    |
bliver
| {\displaystyle z\cdot w} | {\displaystyle \,=\,} | {\displaystyle \|z\|\cdot (\cos(\varphi )+\sin(\varphi )\cdot \mathrm {i} )\cdot \|w\|\cdot (\cos(\psi )+\sin(\psi )\cdot \mathrm {i} )}                                                     |
|                          | {\displaystyle \,=\,} | {\displaystyle \|z\|\cdot \|w\|\cdot (\cos(\varphi )\cdot \cos(\psi )-\sin(\varphi )\cdot \sin(\psi ))+(\cos(\varphi )\cdot \sin(\psi )+\sin(\varphi )\cdot \cos(\psi ))\cdot \mathrm {i} )} |
|                          | {\displaystyle \,=\,} | {\displaystyle \|z\|\cdot \|w\|\cdot (\cos(\varphi +\psi )+\sin(\varphi +\psi )\cdot \mathrm {i} )}                                                                                          |
hvor vi i den sidste omskrivning har anvendt to af de trigonometriske additionsformler. Man kan heraf konkludere, at
{\displaystyle |z\cdot w|\,=\,|z|\cdot |w|}
{\displaystyle \arg(z\cdot w)\,=\arg(z)+\arg(w)}
For {\displaystyle z\neq 0} gælder, at {\displaystyle z\cdot {\frac {1}{z}}=1}. Heraf slutter vi dels at
{\displaystyle 1=|1|=\left|z\cdot {\frac {1}{z}}\right|=|z|\cdot \left|{\frac {1}{z}}\right|\quad \Leftrightarrow \quad \left|{\frac {1}{z}}\right|={\frac {1}{|z|}}}
og dels at
{\displaystyle 0=\arg(1)=\arg \left(z\cdot {\frac {1}{z}}\right)=\arg(z)+\arg \left({\frac {1}{z}}\right)\quad \Leftrightarrow \quad \arg \left({\frac {1}{z}}\right)=-\arg(z)}
Heraf følger
{\displaystyle \left|{\frac {z}{w}}\right|=\left|z\cdot {\frac {1}{w}}\right|=|z|\cdot \left|{\frac {1}{w}}\right|=|z|\cdot {\frac {1}{|w|}}={\frac {|z|}{|w|}}}
samt
{\displaystyle \arg \left({\frac {z}{w}}\right)=\arg \left(z\cdot {\frac {1}{w}}\right)=\arg(z)+\arg \left({\frac {1}{w}}\right)=\arg(z)-\arg(w)}

### Funktionen cis
Den irske matematiker William Rowan Hamilton, omtalt i det historiske afsnit, indførte hjælpefunktionen {\displaystyle \mathrm {cis} } med komplekse funktionsværdier:

| {\displaystyle \mathrm {cis} (x)=\cos(x)+\sin(x)\cdot \mathrm {i} \quad x\in \mathbb {R} } | \| \| \| \| \| \| \| \| | (9) |
|                                                                                            |                         |     |
|                                                                                            |                         |     |
Navnet kan opfattes som en sammentrækning af cosinus, imaginær og sinus. Ved differentiation med hensyn til {\displaystyle x} fås
{\displaystyle \mathrm {cis} (x)'=-\sin(x)+\cos(x)\cdot \mathrm {i} =\cos(x)\cdot \mathrm {i} +\sin(x)\cdot \mathrm {i} ^{2}=\mathrm {i} \cdot \mathrm {cis} (x)}
Funktionen {\displaystyle \mathrm {cis} } differentieres altså efter samme regel som en eksponentialfunktion.
Desuden har funktionen følgende egenskaber fælles med den naturlige eksponentialfunktion {\displaystyle \exp }:
- {\displaystyle \mathrm {cis} (z+w)=\mathrm {cis} (z)\cdot \mathrm {cis} (w)}

- {\displaystyle \mathrm {cis} (z-w)={\frac {\mathrm {cis} (z)}{\mathrm {cis} (w)}}}

Anvendelse af {\displaystyle \mathrm {cis} } medfører en kortere notation og forbedret læselighed, for eksempel {\displaystyle e^{\mathrm {i} \cdot x^{2}}} kontra {\displaystyle \mathrm {cis} (x^{2})}.

## de Moivres formel og heltalspotenser
Hvis man i formlen for produktet af {\displaystyle z} og {\displaystyle w} sætter {\displaystyle z=w}, får man
{\displaystyle z^{2}=|z|^{2}\cdot (\cos(2\cdot \varphi )+\sin(2\cdot \varphi )\cdot \mathrm {i} )}
og for produktet af {\displaystyle z} og {\displaystyle z^{2}} fås
{\displaystyle z^{3}=|z|^{3}\cdot (\cos(3\cdot \varphi )+\sin(3\cdot \varphi )\cdot \mathrm {i} )}
hvilket straks kan generaliseres til
{\displaystyle z^{n}=|z|^{n}\cdot (\cos(n\cdot \varphi )+\sin(n\cdot \varphi )\cdot \mathrm {i} )\quad n\in \mathbb {N} }
Dette er de Moivres formel (udtales "dø mo-A-vre"). I udfoldet form lyder den

| {\displaystyle (r\cdot (\cos(\varphi )+\sin(\varphi )\cdot \mathrm {i} ))^{n}=r^{n}\cdot (\cos(n\cdot \varphi )+\sin(n\cdot \varphi )\cdot \mathrm {i} )\quad n\in \mathbb {N} } | \| \| \| \| \| \| \| \| | (10) |
| |                         |      |
| |                         |      |
eller med anvendelse af {\displaystyle \mathrm {cis} }-funktionen, jfr. definitionen (9)
{\displaystyle \mathrm {cis} (z)^{n}=\mathrm {cis} (n\cdot z)}
Opløftning af et komplekst tal {\displaystyle z} til {\displaystyle n}-te potens kan altså udføres ved at opløfte dets modulus {\displaystyle r} i {\displaystyle n}-te potens og gange dets argument {\displaystyle \varphi } med {\displaystyle n}. Figuren viser nogle eksempler på mulige resultater.
Fordelen ved de Moivres formel for {\displaystyle z^{n}} er, at man kan beregne resultatet uden først at skulle finde værdien af mellemliggende potenser {\displaystyle z^{2}}, {\displaystyle z^{3}}, ... {\displaystyle z^{n-1}}. Ulempen er, at man skal benytte beregningstunge trigonometriske funktioner i beregningen af {\displaystyle \arg(z)} samt i bestemmelse af real- og imaginærdel.
| Eksempler | \| \| \| \| \| \| \| \| | (Eks. 4) |
|           |                         |          |
|           |                         |          |

For det komplekse tal {\displaystyle z=0.95+0.39\cdot \mathrm {i} \,} er {\displaystyle \,|z|\approx 1.026937,\arg(z)\approx 0.389548\approx 22.39144^{\circ }}
Potenser af {\displaystyle z} beregnet kartesisk og polært (med de Moivres formel) vises i tabellen herunder; resultaterne stemmer naturligvis overens.
| Potens            | Kartesiske {\displaystyle z}-potenser                        | Modulus                         | Argument                        | Realdel                                | Imaginærdel                            |
| {\displaystyle n} | {\displaystyle z^{n}}                                        | {\displaystyle \|z\|^{n}}       | {\displaystyle \arg(z)\cdot n}  | {\displaystyle \mathrm {Re} \,(z^{n})} | {\displaystyle \mathrm {Im} \,(z^{n}}) |
| ----------------- | ------------------------------------------------------------ | ------------------------------- | ------------------------------- | -------------------------------------- | -------------------------------------- |
| {\displaystyle 1} | {\displaystyle 0.95+0.39\cdot \mathrm {i} }                  | {\displaystyle 1.026\,937\,194} | {\displaystyle 0.389\,547\,722} | {\displaystyle 0.95}                   | {\displaystyle 0.39}                   |
| {\displaystyle 2} | {\displaystyle 0.7574+0.741\cdot \mathrm {i} }               | {\displaystyle 1.046}           | {\displaystyle 0.779\,095\,444} | {\displaystyle 0.7504}                 | {\displaystyle 0.741}                  |
| {\displaystyle 3} | {\displaystyle 0.42389+0.996606\cdot \mathrm {i} }           | {\displaystyle 1.083\,007\,965} | {\displaystyle 1.168\,643\,166} | {\displaystyle 0.42389}                | {\displaystyle 0.996606}               |
| {\displaystyle 4} | {\displaystyle 0.014\,019\,16+1.112\,0928\cdot \mathrm {i} } | {\displaystyle 1.112\,181\,160} | {\displaystyle 1.558\,190\,888} | {\displaystyle 0.014\,019\,16}         | {\displaystyle 1.112\,0928}            |

## Komplekse enhedsrødder
Inden for de reelle tals mængde {\displaystyle \mathbb {R} } har ligningen {\displaystyle x^{n}=1} enten én eller to reelle løsninger, nemlig {\displaystyle x=1}, hvis {\displaystyle n} er ulige, og {\displaystyle x=-1} og {\displaystyle x=+1}, hvis {\displaystyle n} er lige.
Ifølge algebraens fundamentalsætning har ligningen {\displaystyle z^{n}=1} {\displaystyle n} komplekse rødder, som nu skal bestemmes. Først konstateres, at
{\displaystyle z^{n}=1\quad \Rightarrow \quad |z^{n}|=|z|^{n}=1\quad \Rightarrow \quad |z|=1}.
Alle løsninger ligger altså på enhedscirklen, så {\displaystyle z} kan skrives {\displaystyle z=\operatorname {cis} (\varphi )}, hvor {\displaystyle \varphi } er løsningens argument. Vi anvender nu de Moivres formel (10):
| {\displaystyle z^{n}=1} | {\displaystyle \quad \Rightarrow \quad } | {\displaystyle \operatorname {cis} (\varphi )^{n}=\operatorname {cis} (n\cdot \varphi )=1} |
|                         | {\displaystyle \quad \Rightarrow \quad } | {\displaystyle \cos(n\cdot \varphi )+\sin(n\cdot \varphi )\cdot \mathrm {i} =1}            |
|                         | {\displaystyle \quad \Rightarrow \quad } | {\displaystyle \cos(n\cdot \varphi )=1}                                                    |
|                         | {\displaystyle \quad \Rightarrow \quad } | {\displaystyle n\cdot \varphi =2\cdot \pi \cdot p,\quad p\in \mathbb {N} }                 |
|                         | {\displaystyle \quad \Rightarrow \quad } | {\displaystyle \varphi ={\tfrac {2\cdot \pi }{n}}\cdot p,\quad p\in [\;0,\;1,\;...,\;n-1]} |
Løsningerne er altså de {\displaystyle n} komplekse tal

| {\displaystyle z=\operatorname {cis} \left({\tfrac {2\cdot \pi }{n}}\cdot p\right),\quad p\in [\;0,\;1,\;...,\;n-1]} | \| \| \| \| \| \| \| \| | (11) |
| |                         |      |
| |                         |      |
Disse ligger jævnt fordelt på enhedscirklen med et indbyrdes vinkelmellemrum på {\displaystyle {\tfrac {2\cdot \pi }{n}}} og udspænder en regulær {\displaystyle n}-kant med et hjørne i (1,0). De kaldes for de n-te enhedsrødder. :55  :30 
Roden med {\displaystyle p=1} betegnes normalt {\displaystyle \varepsilon }, de øvrige er potenser af denne. Enhedsrødderne kan derfor også opremses som
{\displaystyle 1,\;\varepsilon ,\;\varepsilon ^{2},\;\varepsilon ^{3},\;...,\;\varepsilon ^{n-1},\quad \varepsilon =\operatorname {cis} \left({\tfrac {2\cdot \pi }{n}}\right)}.
Figuren i det følgende afsnit illustrerer desuden enhedsrøddernes beliggenhed i tilfælde {\displaystyle n=5}, hvor
{\displaystyle \varepsilon =\operatorname {cis} \left({\tfrac {2\cdot \pi }{5}}\right)=\cos(72^{\circ })+\sin(72^{\circ })\cdot \mathrm {i} }.

## Ligningen zⁿ = c
Lad {\displaystyle c=r\cdot \operatorname {cis} (\varphi )} være et givet komplekst tal med modulus {\displaystyle r} og argument {\displaystyle \varphi }. Vi søger alle løsninger til ligningen
{\displaystyle z^{n}=c\quad n\in \mathbb {N} }
Dertil skriver vi også {\displaystyle z} på polær form, {\displaystyle z=|z|\cdot \operatorname {cis} (v)} og anvender igen de Moivres formel (10):
{\displaystyle z^{n}=c\quad \Rightarrow \quad |z|^{n}\cdot \operatorname {cis} (n\cdot v)=r\cdot \operatorname {cis} (\varphi )}
Denne ligning er opfyldt, hvis
{\displaystyle |z|={\sqrt[{n}]{r}}\quad } og {\displaystyle \quad n\cdot v=\varphi +2\cdot \pi \cdot p\quad } eller {\displaystyle \quad v={\tfrac {\varphi }{n}}+{\tfrac {2\cdot \pi }{n}}\cdot p}
Ligningens {\displaystyle n} løsninger er derfor

| {\displaystyle z={\sqrt[{n}]{r}}\cdot \operatorname {cis} \left({\tfrac {\varphi }{n}}+{\tfrac {2\cdot \pi }{n}}\cdot p\right)\quad p\in [\;0,\;1,\;...,\;n-1]} | \| \| \| \| \| \| \| \| | (12) |
| |                         |      |
| |                         |      |
| Eksempel | \| \| \| \| \| \| \| \| | (Eks. 5) |
|          |                         |          |
|          |                         |          |

Hvilke komplekse løsninger har ligningen {\displaystyle z^{5}=-11+3\cdot \mathrm {i} }?
For denne ligning er {\displaystyle r={\sqrt {(-11)^{2}+3^{2}}}={\sqrt {130}}} og {\displaystyle \varphi =\operatorname {arctanxy} (-11,3)=2.875\;341=164.745^{\circ }}, så
{\displaystyle z={\sqrt[{10}]{130}}\cdot \operatorname {cis} \left(0.575\;068+{\tfrac {2\cdot \pi }{5}}\cdot p\right)\quad p\in [\;0,\;1,\;2,\;3,\;4,]}
Ved udregning fås værdierne
| {\displaystyle p}             | {\displaystyle z_{p}}                                                |
| ----------------------------- | -------------------------------------------------------------------- |
| {\displaystyle \quad 0\quad } | {\displaystyle \quad +1.365\;327+0.884\;926\cdot \mathrm {i} \quad } |
| {\displaystyle 1}             | {\displaystyle -0.419\;705+1.571\;960\cdot \mathrm {i} }             |
| {\displaystyle 2}             | {\displaystyle -1.624\;719+0.086\;599\cdot \mathrm {i} }             |
| {\displaystyle 3}             | {\displaystyle -0.584\;426-1.518\;439\cdot \mathrm {i} }             |
| {\displaystyle 4}             | {\displaystyle +1.263\;524-1.025\;046\cdot \mathrm {i} }             |
I det komplekse plan danner de til {\displaystyle z_{p}} hørende punkter en regulær femkant, se figuren.

## Kompleks andengradsligning

### Ligningen z² = c
Her er {\displaystyle c} et vilkårligt komplekst tal. Ligningen kan løses i både kartesiske og polære koordinater:

#### Løsning i kartesiske koordinater
Vi sætter {\displaystyle z=x+y\cdot \mathrm {i} } og {\displaystyle c=a+b\cdot \mathrm {i} }, hvor {\displaystyle a} og {\displaystyle b} er kendte reelle tal. Opgaven er da, at finde {\displaystyle x} og {\displaystyle y}.
{\displaystyle (x+y\cdot \mathrm {i} )^{2}=a+b\cdot \mathrm {i} }
{\displaystyle (x^{2}-y^{2})+2\cdot x\cdot y\cdot \mathrm {i} =a+b\cdot \mathrm {i} }
{\displaystyle {\begin{cases}x^{2}-y^{2}=a\\2\cdot x\cdot y=b\end{cases}}}
Man må opdele i forskellige tilfælde:
{\displaystyle \mathbf {a=0\land b=0:} }
{\displaystyle (x^{2}=y^{2})\land (x\cdot y=0)\,\Leftrightarrow \,(x=0)\land (y=0)\Leftrightarrow z=0}
{\displaystyle \mathbf {a=0\land b\neq 0:} }
{\displaystyle x^{2}=y^{2}\,\Leftrightarrow \,(x=y)\lor (x=-y)}
{\displaystyle b>0:} {\displaystyle x} og {\displaystyle y} har samme fortegn, dvs. {\displaystyle y=x}:
| {\displaystyle 2\cdot x^{2}=b} | {\displaystyle \,\Leftrightarrow \,} | {\displaystyle \left(x={\sqrt {\frac {b}{2}}}=y\right)\lor \left(x=-{\sqrt {\frac {b}{2}}}=y\right)}                                                                               |
|                                | {\displaystyle \,\Rightarrow \,}     | {\displaystyle \left(z={\sqrt {\frac {b}{2}}}+{\sqrt {\frac {b}{2}}}\cdot \mathrm {i} \right)\lor \left(z=-{\sqrt {\frac {b}{2}}}-{\sqrt {\frac {b}{2}}}\cdot \mathrm {i} \right)} |
{\displaystyle b<0:} {\displaystyle x} og {\displaystyle y} har modsat fortegn, dvs. {\displaystyle y=-x}:
| {\displaystyle -2\cdot x^{2}=b} | {\displaystyle \,\Leftrightarrow \,} | {\displaystyle \left(x={\sqrt {\frac {-b}{2}}}=-y\right)\lor \left(x=-{\sqrt {\frac {-b}{2}}}=-y\right)}                                                                               |
|                                 | {\displaystyle \,\Rightarrow \,}     | {\displaystyle \left(z={\sqrt {\frac {-b}{2}}}-{\sqrt {\frac {-b}{2}}}\cdot \mathrm {i} \right)\lor \left(z=-{\sqrt {\frac {-b}{2}}}+{\sqrt {\frac {-b}{2}}}\cdot \mathrm {i} \right)} |
{\displaystyle \mathbf {a\neq 0\land b=0:} }
{\displaystyle 2\cdot x\cdot y=0\,\Rightarrow \,(x=0)\lor (y=0)}.
{\displaystyle a>0:} Så må {\displaystyle y=0} og {\displaystyle (x={\sqrt {a}})\lor (x=-{\sqrt {a}})} dvs. {\displaystyle (z={\sqrt {a}})\lor (z=-{\sqrt {a}})}
{\displaystyle a<0:} Så må {\displaystyle x=0} og {\displaystyle (y={\sqrt {-a}})\lor (y=-{\sqrt {-a}})} dvs. {\displaystyle (z={\sqrt {-a}}\cdot \mathrm {i} )\lor (z=-{\sqrt {-a}}\cdot \mathrm {i} )}
{\displaystyle \mathbf {a\neq 0\land b\neq 0:} }
Da {\displaystyle b\neq 0}, må også {\displaystyle x\neq 0}, så vi kan isolere {\displaystyle y} i den anden ligning, {\displaystyle y={\frac {b}{2\cdot x}}}, og indsætte dette i den første:
{\displaystyle x^{2}-{\frac {b^{2}}{4\cdot x^{2}}}=a\,\Leftrightarrow \,4\cdot (x^{2})^{2}-4\cdot a\cdot x^{2}-b^{2}=0}.
Denne fjerdegradsligningen er en iklædt andengradsligning med {\displaystyle x^{2}} som ubekendt. Ligningens diskriminant er
{\displaystyle d=(4\cdot a)^{2}-4\cdot 4\cdot (-b)=16\cdot (a^{2}+b^{2})=16\cdot |c|^{2}}.
Ifølge det forudsatte er {\displaystyle d>0}, så løsningerne er
{\displaystyle x^{2}={\frac {4\cdot a\pm 4\cdot |c|}{8}}={\tfrac {1}{2}}\cdot a\pm {\tfrac {1}{2}}\cdot |c|}.
Da {\displaystyle |c|>a}, bliver højresiden negativ, hvis fortegnet {\displaystyle -} benyttes. Der er derfor kun én løsning for {\displaystyle x^{2}} og af den følger {\displaystyle y^{2}}:
{\displaystyle {\begin{array}{lcl}x^{2}&=&&&{\tfrac {1}{2}}\cdot (|c|+a)\\y^{2}&=&x^{2}-a&=&{\tfrac {1}{2}}\cdot (|c|-a)\end{array}}}
{\displaystyle x} og {\displaystyle y} selv kan være positive eller negative, men ligningen {\displaystyle 2\cdot x\cdot y=b} viser, at deres produkt skal have samme fortegn som {\displaystyle b}. Fortegnet af et reelt tal {\displaystyle x} er giver ved signum-funktionen, der defineres ved
{\displaystyle \operatorname {sign} (x)={\begin{cases}-1&{\text{ for }}x<0\\\;\;0&{\text{ for }}x=0\\\;\;1&{\text{ for }}x>0\end{cases}}}
Signum-funktionen er implementeret i de fleste programmerinssprog; i dansk Excel er den fordansket til "FORTEGN".
Vi kan nu opskrive ligningens løsning:
| {\displaystyle x=+{\sqrt {{\tfrac {1}{2}}\cdot (\|c\|+a)}}>0} | {\displaystyle \quad :\quad } | {\displaystyle y} skal have samme fortegn som {\displaystyle b}, dvs.                     |
|                                                               |                               | {\displaystyle y=+\operatorname {sign} (b)\cdot {\sqrt {{\tfrac {1}{2}}\cdot (\|c\|-a)}}} |
| {\displaystyle x=-{\sqrt {{\tfrac {1}{2}}\cdot (\|c\|+a)}}<0} | {\displaystyle \quad :\quad } | {\displaystyle y} skal have modsat fortegn af {\displaystyle b}, dvs.                     |
|                                                               |                               | {\displaystyle y=-\operatorname {sign} (b)\cdot {\sqrt {{\tfrac {1}{2}}\cdot (\|c\|-a)}}} |
Konklusion:
Da de tre første specialtilfælde også dækkes ind af den generelle formel, er løsningerne i alle situationer givet ved

| {\displaystyle z=\pm \left({\sqrt {{\tfrac {1}{2}}\cdot (\|c\|+a)}}+\operatorname {sign} (b)\cdot {\sqrt {{\tfrac {1}{2}}\cdot (\|c\|-a)}}\cdot \mathrm {i} \right)} | \| \| \| \| \| \| \| \| | (13) |
| |                         |      |
| |                         |      |
De to løsninger er hinandens modsatte tal.
| Eksempel | \| \| \| \| \| \| \| \| | (Eks. 6) |
|          |                         |          |
|          |                         |          |

{\displaystyle z^{2}=c=-96-40\cdot \mathrm {i} }
Her er {\displaystyle |c|={\sqrt {(-96)^{2}+(-104)^{2}}}={\sqrt {10816}}=104}
{\displaystyle z=\pm \left({\sqrt {{\tfrac {1}{2}}\cdot (104-96)}}+(-1)\cdot {\sqrt {{\tfrac {1}{2}}\cdot (104+96)}}\cdot \mathrm {i} \right)=\pm ({\sqrt {4}}-{\sqrt {100}}\cdot \mathrm {i} )=\pm (2-10\cdot \mathrm {i} )}
{\displaystyle (z=2-10\cdot \mathrm {i} )\,\lor \,(z=-2+10\cdot \mathrm {i} )}

#### Løsning i polære koordinater
Her kan man benytte resultatet fra afsnittet, der behandlede ligningen {\displaystyle z^{n}=c}:
{\displaystyle z={\sqrt {r}}\cdot \operatorname {cis} \left({\tfrac {\varphi }{2}}+\pi \cdot p\right)\quad p\in [\;0,\;1\;]}
eller, da addition af {\displaystyle \pi } betyder en drejning af løsningen på {\displaystyle 180^{\circ }} og dermed et fortegnsskift,
{\displaystyle z=\pm {\sqrt {r}}\cdot \operatorname {cis} \left({\tfrac {\varphi }{2}}\right)}
Denne metode giver løsningen ved færre regninger, men har den ulempe, at man skal bruge trigonometriske funktioner både ved bestemmelsen af argumentet {\displaystyle \varphi } og ved brugen af {\displaystyle \operatorname {cis} }.
| Eksempel | \| \| \| \| \| \| \| \| | (Eks. 7) |
|          |                         |          |
|          |                         |          |

Vi betragter igen ligningen
{\displaystyle z^{2}=c=-96-40\cdot \mathrm {i} }
for hvilken {\displaystyle r=|c|=104} og {\displaystyle \varphi =\arg(c)=-157.380\;135^{\circ }}.
Løsningerne bliver derfor
{\displaystyle z=\pm {\sqrt {104}}\cdot (\cos(-78.690\;068)+\sin(-78.690\;068)\cdot \mathrm {i} )}
{\displaystyle z=\pm ({\sqrt {104}}\cdot 0.196\;116-{\sqrt {104}}\cdot 0.980\;581\cdot \mathrm {i} )}
{\displaystyle z=\pm (2-10\cdot \mathrm {i} )}
altså (naturligvis) samme resultat som ved regningen med kartesiske koordinater. Dog spiller afrundingsfejl en større rolle ved denne metode.

### Rodsymboler og komplekse tal
For et vilkårligt ikke-negativt reelt tal, {\displaystyle x}, kan man definere tallets kvadratrod, {\displaystyle {\sqrt {x}}}, som det tal, der ganget med sig selv giver {\displaystyle x}:
{\displaystyle \forall \;x\in \mathbb {R} \backslash \mathbb {R} _{-}\;\exists !\;y\in \mathbb {R} \backslash \mathbb {R} _{-}\;:\;y={\sqrt {x}}\quad \Leftrightarrow \quad y^{2}=x}
Som angivet med eksistens-kvantoren {\displaystyle \exists !} er kvadratroden entydigt bestemt. Negative tal har ingen reel kvadratrod.
For de komplekse tal stiller sagen sig anderledes. Som vist i et tidligere afsnit, har alle komplekse tal, bortset fra {\displaystyle 0}, to forskellige (og modsatte) komplekse kvadratrødder. I eksempel 6 blev det vist, at
{\displaystyle z^{2}=-96-40\cdot \mathrm {i} \quad \Leftrightarrow \quad (z=2-10\cdot \mathrm {i} )\,\lor \,(z=-2+10\cdot \mathrm {i} )}.
Dette kunne også skrives
{\displaystyle {\sqrt {-96-40\cdot \mathrm {i} \,}}=\pm (2-10\cdot \mathrm {i} )},
hvor kvadratrodssymbolet nu bruges til at angive en flertydig størrelse. Men hvis denne notation anvendes på reelle tal, opstår der uheldige skrivemåder som 
{\displaystyle {\sqrt {25}}=\pm 5\,}
eller endog
{\displaystyle \,{\sqrt {7}}=\pm {\sqrt {7}}}
I denne ligning indeholder venstre side et komplekst, flertydigt kvadratrodssymbol, medens højre side benytter et reelt, entydigt kvadratrodssymbol.
Det er derfor uhensigtsmæssigt at benytte rodsymboler i forbindelse med komplekse tal.

### Generel andengradsligning
Den komplekse andengradsligning
{\displaystyle a\cdot z^{2}+b\cdot z+c=0\quad a,b,c\in \mathbb {C} ,\quad a\neq 0}
kan omskrives med nøjagtig den samme fremgangsmåde, som i det reelle tilfælde til
{\displaystyle (2\cdot a\cdot z+b)^{2}=d\equiv b^{2}-4\cdot a\cdot c}
hvor {\displaystyle d} som i det reelle tilfælde kaldes andengradsligningens diskriminant.
Lad nu {\displaystyle r} betegne den ene af de to løsninger til ligningen {\displaystyle r^{2}=d}. Som vist i forrige afsnit er den anden løsning det modsatte tal, {\displaystyle -r} . Andengradsligningen har da de to løsninger

| {\displaystyle \left(z={\frac {-b+r}{2\cdot a}}\right)\quad {\text{og}}\quad \left(z={\frac {-b-r}{2\cdot a}}\right)} | \| \| \| \| \| \| \| \| | (14) |
| |                         |      |
| |                         |      |
Bemærkning
Som vist kan rødder i andengradspolynomier udtrykkes ved hjælp af kvadratrødder. Det viser sig, at bestemmelse af rødder i tredje- og fjerdegradspolynomier også kan udtrykkes ved hjælp af rodsymboler. Men for ligninger af grad 5 eller højere er dette ikke generelt muligt. Dette blev første gang bevist af den norske matematiker Niels Henrik Abel.
| Eksempel | \| \| \| \| \| \| \| \| | (Eks. 8) |
|          |                         |          |
|          |                         |          |

Lad os løse den komplekse andengradsligning
{\displaystyle (1-\mathrm {i} )\cdot z^{2}-4\cdot z+9+19\cdot \mathrm {i} =0}.
Vi identificerer
- {\displaystyle a=1-\mathrm {i} },
- {\displaystyle b=-4},
- {\displaystyle c=9+19\cdot \mathrm {i} },

og beregner ligningens diskriminant til
{\displaystyle d=b^{2}-4\cdot a\cdot c=(-4)^{2}-(4-4\cdot \mathrm {i} )\cdot (9+19\cdot \mathrm {i} )=16-36-76\cdot \mathrm {i} +36\cdot \mathrm {i} -76=-96-40\cdot \mathrm {i} }
Løsningerne til ligningen {\displaystyle r^{2}=d} blev fundet i eksempel 7 og en af dem er
{\displaystyle r=2-10\cdot \mathrm {i} }.
De to rødder bliver derfor
{\displaystyle z_{1}={\frac {-b+r}{2\cdot a}}={\frac {4+2-10\cdot \mathrm {i} }{2-2\cdot \mathrm {i} }}={\frac {3-5\cdot \mathrm {i} }{1-\mathrm {i} }}\cdot {\frac {1+\mathrm {i} }{1+\mathrm {i} }}={\frac {8-2\cdot \mathrm {i} }{2}}={\color {ForestGreen}4-\mathrm {i} }}
{\displaystyle z_{2}={\frac {-b-r}{2\cdot a}}={\frac {4-2+10\cdot \mathrm {i} }{2-2\cdot \mathrm {i} }}={\frac {1+5\cdot \mathrm {i} }{1-\mathrm {i} }}\cdot {\frac {1+\mathrm {i} }{1+\mathrm {i} }}={\frac {-4+6\cdot \mathrm {i} }{2}}={\color {ForestGreen}-2+3\cdot \mathrm {i} }}.

## Komplekse funktioner
Reelle funktioner kan beskrives med en funktionsforskrift {\displaystyle y=f(x)} og illustreres grafisk i et {\displaystyle (x,y)} koordinatsystem, hvor {\displaystyle x}-aksen indeholder definitionsmængden og {\displaystyle y}-aksen bruges til billedmængden. Det samme kan ikke gøres med funktioner med komplekse variable, {\displaystyle w=f(z)}, for et komplekst tal optager jo allerede to dimensioner. I stedet kan en kompleks funktion illustreres med to koordinatsystemer, et {\displaystyle z}-system til definitionsmængden og et {\displaystyle w}-system til billedmængden.

### Kompleks konjugering
Konjugering blev defineret i afsnittet om elementære regneregler. Ved udregning konstaterer man, at der gælder følgende regler for kompleks konjugering:
- {\displaystyle {\overline {z+w}}={\overline {z}}+{\overline {w}}\!\ }
- {\displaystyle {\overline {z\cdot w}}={\overline {z}}\cdot {\overline {w}}\!\ }
- {\displaystyle \left|{\overline {z}}\right|=\left|z\right|}
- {\displaystyle z+{\bar {z}}=2\cdot x}
- {\displaystyle z\cdot {\bar {z}}={\bar {z}}\cdot z=x^{2}+y^{2}=|z|^{2}}
- {\displaystyle {\overline {z}}={\overline {r\cdot \exp(\varphi }}\cdot \mathrm {i} )=r\cdot \exp(-\varphi \cdot \mathrm {i} )}

Bemærk, at sum og produkt af {\displaystyle z} og {\displaystyle {\bar {z}}} er reelle tal.

### Kompleks lineær funktion
En kompleks lineær funktion har forskriften
{\displaystyle f(z)=a\cdot z+b,\;a\in \mathbb {C} \in \{0\},\;b\in \mathbb {C} }
(Hvis {\displaystyle a=0}, bliver {\displaystyle f(z)} en konstant funktion, der afbilder alle punkter i den komplekse plan i det komplekse tal {\displaystyle b}).
Specielt er
- {\displaystyle f(0)=b}
- {\displaystyle f(1)=a+b}
- {\displaystyle f(\mathrm {i} )=a\cdot \mathrm {i} +b}.

Dette illustreres på figuren med funktionen {\displaystyle f(z)=({\sqrt {3}}+\mathrm {i} )\cdot z+(2+\mathrm {i} )}, der også viser, hvordan et kvadratisk net i {\displaystyle z}-planet afbildes i et strakt, roteret og forskudt kvadratisk net i {\displaystyle w}-planet. Matematisk set er der tale om en ligedannethed.
Vi betragter først to specialtilfælde:
1. {\displaystyle a=1}: Så er {\displaystyle f(z)=z+b}, dvs. funktionen foretager en parallelforskydning med {\displaystyle b}.
2. {\displaystyle b=0}: Så er {\displaystyle f(z)=a\cdot z}. For kortheds skyld kalder vi funktionsværdien for {\displaystyle w}, {\displaystyle w=a\cdot z}.

Vi har da
{\displaystyle |w|=|a|\cdot |z|}: Multiplikation ud fra (0, 0) med {\displaystyle |a|}.
{\displaystyle \arg(w)=\arg(a)+\arg(z)}: Rotation omkring (0,0) med {\displaystyle \varphi =\arg(a)}.
Herefter ser vi på det generelle tilfælde, hvor {\displaystyle a\neq 1}:
Funktionen har da netop et fikspunkt {\displaystyle z^{*}} defineret ved, at {\displaystyle f(z^{*})=z^{*}}:
{\displaystyle a\cdot z^{*}+b=z^{*}\quad \Leftrightarrow \quad b=(1-a)\cdot z^{*}\quad \Leftrightarrow \quad z^{*}={\frac {b}{1-a}}}.
Betegner vi som ovenfor funktionsværdien med {\displaystyle w}, kan vi omskrive således:
{\displaystyle w=a\cdot z+b=a\cdot (z-z^{*})+a\cdot z^{*}+b=a\cdot (z-z^{*})+z^{*}}
{\displaystyle w-z^{*}=a\cdot (z-z^{*})}
Heraf fremgår, at {\displaystyle f} strækker og roterer som omtalt ovenover, men gør det centreret på fikspunktet
{\displaystyle z^{*}}. Det orange kvadrat, som vises i {\displaystyle z}-planen på figuren, afbildes ved {\displaystyle f} i det orange kvadrat i {\displaystyle w}-planet. Det sker ved
1. en strækning ud fra {\displaystyle z^{*}} med det lineære forhold {\displaystyle |a|={\sqrt {({\sqrt {3}})^{2}+1^{2}}}=2}
2. en rotation omkring {\displaystyle z^{*}} på {\displaystyle \arg(z)=\arctan \left(1/{\sqrt {3}}\right)=\pi /6=30^{\circ }}

| Eksempel | \| \| \| \| \| \| \| \| | (Eks. 9) |
|          |                         |          |
|          |                         |          |

Beregning af et fikspunkt {\displaystyle z^{*}}
For den komplekse lineære funktion på figuren er {\displaystyle a={\sqrt {3}}+\mathrm {i} } og {\displaystyle b=2+\mathrm {i} }. Heraf følger, at
| {\displaystyle z^{*}} | {\displaystyle \,=\,} | {\displaystyle {\frac {b}{1-a}}={\frac {2+\mathrm {i} }{1-{\sqrt {3}}-\mathrm {i} }}={\frac {2+\mathrm {i} }{1-{\sqrt {3}}-\mathrm {i} }}\cdot {\frac {1-{\sqrt {3}}+\mathrm {i} }{1-{\sqrt {3}}+\mathrm {i} }}={\frac {2-2\cdot {\sqrt {3}}+2\cdot \mathrm {i} +\mathrm {i} -{\sqrt {3}}\cdot \mathrm {i} -1}{1+3-2\cdot {\sqrt {3}}+1}}} |
|                       | {\displaystyle \,=\,} | {\displaystyle {\frac {(1-2\cdot {\sqrt {3}})+(3-{\sqrt {3}})\cdot \mathrm {i} }{5-2\cdot {\sqrt {3}}}}\cdot {\frac {5+2\cdot {\sqrt {3}}}{5+2\cdot {\sqrt {3}}}}} |
|                       | {\displaystyle \,=\,} | {\displaystyle {\frac {(5+2\cdot {\sqrt {3}}-10\cdot {\sqrt {3}}-12)+(15+6\cdot {\sqrt {3}}-5\cdot {\sqrt {3}}-6)}{25-12}}} |
|                       | {\displaystyle \,=\,} | {\displaystyle {\color {ForestGreen}{\frac {-7-8\cdot {\sqrt {3}}}{13}}+{\frac {9+{\sqrt {3}}}{13}}\cdot \mathrm {i} }\approx -1.604\,339+0.825\,542\cdot \mathrm {i} } |

### Kompleks eksponentialfunktion
Den reelle eksponentialfunktion {\displaystyle \mathrm {exp} } er defineret ved, at dens differentialkvotient er lig funktionen selv, altså
{\displaystyle \mathrm {exp} (x)'=\mathrm {exp} (x)}
Som konsekvens heraf er
{\displaystyle \exp(a\cdot x)'=a\cdot \mathrm {exp} (x)}
Desuden opfylder {\displaystyle \mathrm {exp} } funktionalligningen
{\displaystyle \mathrm {exp} (x+y)=\mathrm {exp} (x)\cdot \mathrm {exp} (y)}

#### Eksponentialfunktionen med imaginært argument
Med baggrund i ovenstående resultat indfører man følgende definition:
| Definition: Eksponentialfunktionen med et imaginært argument defineres ved forskriften {\displaystyle \exp(x\cdot \mathrm {i} )=\cos(x)+\sin(x)\cdot \mathrm {i} \quad x\in \mathbb {R} } |
At denne definition er fornuftig bestyrkes af nedenstående egenskaber:
| {\displaystyle \exp(x\cdot \mathrm {i} )\cdot \exp(y\cdot \mathrm {i} )} | {\displaystyle \,=\,} | {\displaystyle (\cos(x)+\sin(x)\cdot \mathrm {i} )\cdot (\cos(y)+\sin(y)\cdot \mathrm {i} )} |  | Ifølge definitionen                                                        |
|                                                                          | {\displaystyle \,=\,} | {\displaystyle (\cos(x)\cdot \cos(y)-\sin(x)\cdot \sin(y))}                                  |  |                                                                            |
|                                                                          | {\displaystyle \,+\,} | {\displaystyle (\cos(x)\cdot \sin(y)+\sin(x)\cdot \cos(y))\cdot \mathrm {i} )}               |  | Ifølge parentesregneregler                                                 |
|                                                                          | {\displaystyle \,=\,} | {\displaystyle \cos(x+y)+\sin(x+y)\cdot \mathrm {i} }                                        |  | Ifølge additionsformler for {\displaystyle \cos } og {\displaystyle \sin } |
|                                                                          | {\displaystyle \,=\,} | {\displaystyle \exp((x+y)\cdot \mathrm {i} )}                                                |  | Ifølge definitionen                                                        |
Eksponentialfunktionens funktionalligning, {\displaystyle \exp(p+q)=\exp(p)\cdot \exp(q)}, er dermed også opfyldt for imaginære argumenter.
De elementære funktioner {\displaystyle \sin }, {\displaystyle \cos } og {\displaystyle \exp } har følgende rækkeudviklinger gældende for alle {\displaystyle x\in \mathbb {R} }
{\displaystyle \sin(x)=x-{x^{3} \over 3!}+{x^{5} \over 5!}-{x^{7} \over 7!}+...}
{\displaystyle \cos(x)=1-{x^{2} \over 2!}+{x^{4} \over 4!}-{x^{6} \over 6!}+...}
{\displaystyle \exp(x)=1+{x \over 1!}+{x^{2} \over 2!}+{x^{3} \over 3!}+{x^{4} \over 4!}+{x^{5} \over 5!}+...}
Hvis vi ønsker at kunne benytte disse også for komplekse tal, må der (da {\displaystyle \mathrm {i} ^{2}=-1}!) gælde at
| {\displaystyle \exp(x\cdot \mathrm {i} )} | {\displaystyle \,=\,} | {\displaystyle 1+{x \over 1!}\cdot \mathrm {i} -{x^{2} \over 2!}-{x^{3} \over 3!}\cdot \mathrm {i} +{x^{4} \over 4!}+{x^{5} \over 5!}\cdot \mathrm {i} ...} |
|                                           | {\displaystyle \,=\,} | {\displaystyle \left(1-{x^{2} \over 2!}+{x^{4} \over 4!}+...\right)+\left({x \over 1!}-{x^{3} \over 3!}+{x^{5} \over 5!}...\right)\cdot \mathrm {i} }       |
|                                           | {\displaystyle \,=\,} | {\displaystyle \cos(x)+\sin(x)\cdot \mathrm {i} } |
|                                           | {\displaystyle \,=\,} | {\displaystyle \mathrm {cis} (x)} |
i overensstemmelse med ovenstående resultat.

#### Eksponentialfunktionen med komplekst argument
Vi ønsker, at funktionalligningen gældende for reel {\displaystyle \exp } skal gælde generelt:
{\displaystyle \exp(x+y\cdot \mathrm {i} )=\exp(x)\cdot \exp(y\cdot \mathrm {i} )=\exp(x)\cdot (\cos(y)+\sin(y)\cdot \mathrm {i} )},
hvilket fører til følgende definition af {\displaystyle \exp } for et vilkårligt komplekst tal {\displaystyle z}:
| Definition: Eksponentialfunktionen med et komplekst argument defineres ved forskriften {\displaystyle \exp(z)=\exp(x+y\cdot \mathrm {i} )=\exp(x)\cdot (\cos(y)+\sin(y)\cdot \mathrm {i} )} |
I nogle fremstillinger af de komplkse tal vælger man i stedet at definere {\displaystyle \exp(z)} som den ovenfor viste uendelige sum, altså
{\displaystyle \exp(z)=\sum _{n=0}^{\infty }{\frac {z^{n}}{n!}}=1+{\frac {z}{1!}}+{\frac {z^{2}}{2!}}+{\frac {z^{3}}{3!}}+...}
Men det kræver et større forarbejde at vise, at denne sum er veldefineret, dvs. at den konvergerer for alle {\displaystyle z\in \mathbb {C} }.

#### Egenskaber for exp
Funktionalligningen for eksponentialfunktionen {\displaystyle \exp } kendt fra de reelle tal {\displaystyle \mathbb {R} }, forbliver gyldig ved udvidelsen til de komplekse tal {\displaystyle \mathbb {C} }, dvs. der gælder
{\displaystyle \exp(z+w)=\exp(z)\cdot \exp(w)} for alle {\displaystyle z,w\in \mathbb {C} }
Af definitionen fremgår også, at
{\displaystyle \exp(z)\neq 0} for alle {\displaystyle z\in \mathbb {C} }
Udregningen
| {\displaystyle \exp(z+2\cdot \pi \cdot \mathrm {i} )} | {\displaystyle \,=\,} | {\displaystyle \exp(z)\cdot \exp(2\cdot \pi \cdot \mathrm {i} )}                     |
|                                                       | {\displaystyle \,=\,} | {\displaystyle \exp(z)\cdot (\cos(2\cdot \pi )+\sin(2\cdot \pi )\cdot \mathrm {i} )} |
|                                                       | {\displaystyle \,=\,} | {\displaystyle \exp(z)\cdot (1+0\cdot \mathrm {i} )=\exp(z)}                         |
viser, at {\displaystyle \exp(z)} er periodisk med en imaginær periode på {\displaystyle 2\cdot \pi \cdot \mathrm {i} }.
Geometrisk betyder det, at alle komplekse tal, som i den komplekse talplan ligger på en linje parallel med den imaginære akse og med en indbyrdes afstand på {\displaystyle 2\cdot \pi } ved {\displaystyle \exp } afbildes i det samme tal. Med andre ord er {\displaystyle \exp } ikke injektiv og har derfor ikke nogen invers funktion.
Illustrationen viser med grå farver strimler med en bredde på {\displaystyle 2\cdot \pi }. Strimlerne {\displaystyle S_{n}} karakteriseres med et helt tal {\displaystyle n} og defineres som
{\displaystyle S_{n}=\{z=x+y\cdot \mathrm {i} \,|\,(2\cdot n-1)\cdot \pi \,\leqq \,\mathrm {Im} \,(z)\,<\,(2\cdot n+1)\cdot \pi \}\quad n\in \mathbb {N} }
Når man vil undersøge, hvordan {\displaystyle \exp } afbilder {\displaystyle z}-planet ind i {\displaystyle w}-planet, kan man derfor begrænse sig til en strimmel af bredden {\displaystyle 2\cdot \pi }, for eksempel strimlen
{\displaystyle S_{0}=\{x+y\cdot \mathrm {i} \,|\,-\pi \,\leqq y\,<\,+\pi \}}
Linjer i denne strimmel, som er parallelle med den reelle akse og som har afstanden {\displaystyle y^{*}} (regnet med fortegn), kan beskrives med parameterfremstillingen
{\displaystyle z=t+y^{*}\cdot \mathrm {i} \quad t\in \mathbb {R} }.
Et punkt {\displaystyle z} på linjen afbildes ved {\displaystyle \exp } i punktet
{\displaystyle w=\exp(z)=\cos(y^{*})\cdot \exp(t)+\sin(y^{*})\cdot \exp(t)}.
Når parameteren {\displaystyle t} gennemløber intervallet {\displaystyle ]\,-\infty ;\infty \,[}, gennemløber billedpunktet en åben halvlinie gående ud fra {\displaystyle (0,\,0)} under vinklen {\displaystyle y^{*}}.
Liniestykker i denne strimmel, som er parallelle med den imaginære akse og som har afstanden {\displaystyle x^{*}} (regnet med fortegn), kan beskrives med parameterfremstillingen
{\displaystyle z=x^{*}+t\cdot \mathrm {i} \quad t\in [\,-\pi ;\pi [}.
Et punkt {\displaystyle z} på liniestykket afbildes ved {\displaystyle \exp } i punktet
{\displaystyle w=\exp(z)=\exp(x^{*})\cdot \cos(t)+\exp(x^{*})\cdot \sin(t)}.
Når parameteren {\displaystyle t} gennemløber intervallet {\displaystyle [\,-\pi ;\pi \,[}, gennemløber billedpunktet en cirkel med centrum i {\displaystyle (0,\,0)} og radius {\displaystyle \exp(x^{*})}. Disse forhold illustreres på nedenstående figur.

### Kompleks logaritmefunktion
Som vist i forrige afsnit er der komplekse eksponentialfunktion {\displaystyle \exp } ikke injektiv, idet den afbilder enhver af striberne {\displaystyle S_{i}} ind i de komplekse tal. Den har derfor ikke nogen invers (omvendt) funktion. Men hvis man begrænser dens definitionsmængde til én af disse striber, bliver den invertérbar. Hvis man begrænser sig til hovedstriben
{\displaystyle S_{0}\equiv \{z|-\pi \leqq \mathrm {Im} \,(z))<\pi \}}
kan man regne sig frem til en forskrift for den inverse funktion. Betegner vi den begrænsede udgave af eksponentialfunktionen med {\displaystyle \exp _{0}} og dens inverse funktion med {\displaystyle \operatorname {Log} }, har vi
{\displaystyle w=\exp _{0}(z)\quad \Leftrightarrow \quad \operatorname {Log} (w)=z}
eller på koordinatform
{\displaystyle u+v\cdot \mathrm {i} =\exp _{0}(x+y\cdot \mathrm {i} )\quad \Leftrightarrow \quad \operatorname {Log} (u+v\cdot \mathrm {i} )=x+y\cdot \mathrm {i} }
Vi bestemmer {\displaystyle x} og {\displaystyle y}:
{\displaystyle u+v\cdot \mathrm {i} =\exp(x)\cdot (\cos(y)+\sin(y)\cdot \mathrm {i} )\quad \Leftrightarrow \quad (u=\exp(x)\cdot \cos(y))\land (v=\exp(x)\cdot \sin(y))}
{\displaystyle |w^{2}|=u^{2}+v^{2}=\exp(2\cdot x)\quad \Leftrightarrow \quad \exp(x)=|w|\quad \Leftrightarrow \quad x=\ln(|w|)}
{\displaystyle y=\arg(w)\in [-\pi ;\,\pi [}
Forskriften for {\displaystyle \operatorname {Log} }, der kaldes logaritmens hovedværdi, er derfor:

| {\displaystyle \operatorname {Log} (z)=\ln(\|w\|)+\arg(w)\cdot \mathrm {i} } | \| \| \| \| \| \| \| \| | (15) |
|                                                                              |                         |      |
|                                                                              |                         |      |
| Eksempler | \| \| \| \| \| \| \| \| | (Eks. 10) |
|           |                         |           |
|           |                         |           |

- {\displaystyle \operatorname {Log} (\mathrm {i} )=\ln(1)+\arg(\mathrm {i} )\cdot \mathrm {i} ={\color {ForestGreen}{\tfrac {\pi }{2}}\cdot \mathrm {i} }}
- {\displaystyle \operatorname {Log} (4+6\cdot \mathrm {i} )=\ln(|4+6\cdot \mathrm {i} |)+\arg(4+6\cdot \mathrm {i} )\cdot \mathrm {i} ={\color {ForestGreen}\ln({\sqrt {52}})+\arctan(6/4)\cdot \mathrm {i} }\approx 1.975\,622+0.982\,794\mathrm {i} }
- {\displaystyle \operatorname {Log} (1-5\cdot \mathrm {i} )=\ln(|1-5\cdot \mathrm {i} |)+\arg(1-5\cdot \mathrm {i} )\cdot \mathrm {i} ={\color {ForestGreen}\ln({\sqrt {26}})+\arctan(-5)\cdot \mathrm {i} }\approx 1.629\,048-1.373\,008\mathrm {i} }

De to sidste eksempler kan ses illustreret på ovenstående figur med flertydighed for {\displaystyle \exp }: Hvis retningen af de to afbildningspile tegnet med cyan og magenta farve vendes om, viser de, hvordan {\displaystyle \operatorname {Log} } afbilder netop de to tal {\displaystyle 4+6\cdot \mathrm {i} } og {\displaystyle 1-5\cdot \mathrm {i} } ind i {\displaystyle S_{0}}.

### Komplekse trigonometriske funktioner
Vi har defineret, at
{\displaystyle \exp(x\cdot \mathrm {i} )=\cos(x)+\sin(x)\cdot \mathrm {i} \quad x\in \mathbb {R} }
Da {\displaystyle \cos } er en lige og {\displaystyle \sin } en ulige funktion, følger heraf, at {\displaystyle } {\displaystyle }
{\displaystyle \exp(-x\cdot \mathrm {i} )=\cos(x)-\sin(x)\cdot \mathrm {i} \quad x\in \mathbb {R} }
Addition af disse to ligninger fører til, at
{\displaystyle \cos(x)={\frac {\exp(x\cdot \mathrm {i} )+\exp(-x\cdot \mathrm {i} )}{2}}}
Subtraktion giver
{\displaystyle \sin(x)={\frac {\exp(x\cdot \mathrm {i} )-\exp(-x\cdot \mathrm {i} )}{2\cdot \mathrm {i} }}}
Vi udvider definitionsmængden til {\displaystyle \mathbb {C} } ved at definere

| {\displaystyle \cos(z)={\frac {\exp(z\cdot \mathrm {i} )+\exp(-z\cdot \mathrm {i} )}{2}}\quad z\in \mathbb {C} } | \| \| \| \| \| \| \| \| | (16) |
| |                         |      |
| |                         |      |

| {\displaystyle \sin(z)={\frac {\exp(z\cdot \mathrm {i} )-\exp(-z\cdot \mathrm {i} )}{2\cdot \mathrm {i} }}\quad z\in \mathbb {C} } | \| \| \| \| \| \| \| \| | (17) |
| |                         |      |
| |                         |      |
Disse udtryk blev første gang udledt af den schweiziskse matematiker Leonhard Euler i 1748, og de kaldes derfor Eulers formler .
For reelle tal er {\displaystyle \cos } og {\displaystyle \sin } periodiske med perioden {\displaystyle 2\cdot \pi }. Denne egenskab bevares ved udvidelsen til de komplekse tal:
{\displaystyle {\begin{array}{lcl}\cos(z+2\cdot \pi )&=&{\tfrac {1}{2}}\cdot (\exp((z+2\cdot \pi )\cdot \mathrm {i} )+\exp(-(z+2\cdot \pi )\cdot \mathrm {i} )\\&=&{\tfrac {1}{2}}\cdot (\exp(z\cdot \mathrm {i} )\cdot \exp(2\cdot \pi \cdot \mathrm {i} ))+\exp(-z\cdot \mathrm {i} )\cdot \exp(-2\cdot \pi \cdot \mathrm {i} ))\\&=&{\tfrac {1}{2}}\cdot (\exp(z\cdot \mathrm {i} ))+\exp(-z\cdot \mathrm {i} )\\&=&\cos(z)\end{array}}}
og tilsvarende for {\displaystyle \sin }.
De øvrige trigonometriske funktioner defineres som i det reelle tilfælde. For eksempel er tangens og cotangens fastlagt ved
{\displaystyle \tan(z)={\frac {\sin(z)}{\cos(z)}}\quad z\in \mathbb {C} \setminus \{{\tfrac {\pi }{2}}+p\cdot \pi \,|\,p\in \mathbb {Z} \}}
{\displaystyle \cot(z)={\frac {\cos(z)}{\sin(z)}}\quad z\in \mathbb {C} \setminus \{p\cdot \pi \,|\,p\in \mathbb {Z} \}}
| Eksempler | \| \| \| \| \| \| \| \| | (Eks. 11) |
|           |                         |           |
|           |                         |           |

{\displaystyle \cos(\mathrm {i} )={\frac {\exp(-1)+\exp(+1)}{2}}={\color {ForestGreen}{\tfrac {1}{2}}\cdot (\mathrm {e} +{\mathrm {e} }^{-1})}\approx 1.543\,081}
{\displaystyle \sin(\mathrm {i} )={\frac {\exp(-1)-\exp(+1)}{2\cdot \mathrm {i} }}={\tfrac {1}{2}}\cdot ({\mathrm {e} }^{-1}-\mathrm {e} )\cdot (-\mathrm {i} )={\color {ForestGreen}{\tfrac {1}{2}}\cdot (\mathrm {e} -{\mathrm {e} }^{-1})\cdot \mathrm {i} }\approx 1.175\,201\cdot \mathrm {i} }
{\displaystyle \tan(\mathrm {i} )={\frac {\mathrm {e} -{\mathrm {e} }^{-1}}{\mathrm {e} +{\mathrm {e} }^{-1}}}\cdot \mathrm {i} ={\color {ForestGreen}{\frac {{\mathrm {e} }^{2}-1}{{\mathrm {e} }^{2}+1}}\cdot \mathrm {i} }\approx 0.761\,594\cdot \mathrm {i} }
Det første af de tre tal er rent reelt, de to andre rent imaginære.
Figuren nedenfor illustrerer, hvordan den komplekse cosinus-funktion afbilder den komplekse plan ind i den komplekse plan.

### Komplekse hyperbolske funktioner
Funktionerne defineres som i det reelle tilfælde:
{\displaystyle \cosh(z)={\frac {\exp(z)+\exp(-z)}{2}}\qquad } Kompleks hyperbolsk cosinus
{\displaystyle \sinh(z)={\frac {\exp(z)-\exp(-z)}{2}}\qquad } Kompleks hyperbolsk sinus
Ved at sammenligne med definitionerne på hyperbolsk cosinus og sinus, ser man, at der i de komplekse tals verden er der en enkel sammenhæng mellem trigonometriske og hyperbolske funktioner:
{\displaystyle {\begin{array}{lcl}\cosh(z)&=&\cos \left({\frac {z}{\mathrm {i} }}\right)&\quad \Leftrightarrow \quad &\cos(z)&=&\cosh(z\cdot \mathrm {i} )\\\sinh(z)&=&\mathrm {i} \cdot \sin \left({\frac {z}{\mathrm {i} }}\right)&\quad \Leftrightarrow \quad &\sin(z)&=&-\mathrm {i} \cdot \sinh(z\cdot \mathrm {i} )\end{array}}}

### Formler for komplekse trigonometriske og hyperbolske funktioner
Man kan udtrykke de komplekse trigonometriske og hyperbolske funktioners real- og imaginærdele ved hjælp af de tilsvarende reelle funktioner:
{\displaystyle {\begin{array}{lcl}\cos(z)&=&\cos(x+y\cdot \mathrm {i} )\\&=&{\tfrac {1}{2}}\cdot (\exp((x+y\cdot \mathrm {i} )\cdot \mathrm {i} )+\exp(-(x+y\cdot \mathrm {i} )\cdot \mathrm {i} ))\\&=&{\tfrac {1}{2}}\cdot (\exp(-y+x\cdot \mathrm {i} )+\exp(y-x\cdot \mathrm {i} ))\\&=&{\tfrac {1}{2}}\cdot (\exp(x\cdot \mathrm {i} )\cdot \exp(-y)+\exp(-x\cdot \mathrm {i} )\cdot \exp(y))\\&=&{\tfrac {1}{2}}\cdot ((\cos(x)+\sin(x)\cdot \mathrm {i} )\cdot \exp(-y)+(\cos(-x)+\sin(-x)\cdot \mathrm {i} ))\cdot \exp(y))\\&=&{\tfrac {1}{2}}\cdot ((\cos(x)+\sin(x)\cdot \mathrm {i} )\cdot \exp(-y)+(\cos(x)-\sin(x)\cdot \mathrm {i} ))\cdot \exp(y))\\&=&{\tfrac {1}{2}}\cdot \cos(x)\cdot (\exp(-y)+\exp(y))+{\tfrac {1}{2}}\cdot \sin(x)\cdot (\exp(-y)-\exp(y))\cdot \mathrm {i} \\&=&\cos(x)\cdot \cosh(y)-\sin(x)\cdot \sinh(y)\cdot \mathrm {i} \\\end{array}}}
{\displaystyle {\begin{array}{lcl}\sin(z)&=&\sin(x+y\cdot \mathrm {i} )\\&=&{\tfrac {1}{2\cdot \mathrm {i} }}\cdot (\exp((x+y\cdot \mathrm {i} )\cdot \mathrm {i} )-\exp(-(x+y\cdot \mathrm {i} )\cdot \mathrm {i} ))\\&=&{\tfrac {1}{2\cdot \mathrm {i} }}\cdot (\exp(-y+x\cdot \mathrm {i} )-\exp(y-x\cdot \mathrm {i} ))\\&=&{\tfrac {1}{2\cdot \mathrm {i} }}\cdot (\exp(x\cdot \mathrm {i} )\cdot \exp(-y)-\exp(-x\cdot \mathrm {i} )\cdot \exp(y))\\&=&{\tfrac {1}{2\cdot \mathrm {i} }}\cdot ((\cos(x)+\sin(x)\cdot \mathrm {i} )\cdot \exp(-y)-(\cos(-x)+\sin(-x)\cdot \mathrm {i} ))\cdot \exp(y))\\&=&{\tfrac {1}{2}}\cdot ((-\cos(x)\cdot \mathrm {i} +\sin(x))\cdot \exp(-y)-(-\cos(x)\cdot \mathrm {i} -\sin(x)))\cdot \exp(y))\\&=&{\tfrac {1}{2}}\cdot \cos(x)\cdot (-\exp(-y)+\exp(y))\cdot \mathrm {i} +{\tfrac {1}{2}}\cdot \sin(x)\cdot (\exp(-y)+\exp(y))\\&=&\sin(x)\cdot \cosh(y)+\cos(x)\cdot \sinh(y)\cdot \mathrm {i} \\\end{array}}}
{\displaystyle {\begin{array}{lcl}\cosh(z)&=&\cos \left({\frac {z}{\mathrm {i} }}\right)=\cos \left({\frac {x+y\cdot \mathrm {i} }{\mathrm {i} }}\right)=\cos(y-x\cdot \mathrm {i} )\\&=&\cos(y)\cdot \cosh(x)+\sin(y)\cdot \sinh(x)\cdot \mathrm {i} \\\end{array}}}
{\displaystyle {\begin{array}{lcl}\sinh(z)&=&\sin \left({\frac {z}{\mathrm {i} }}\right)\cdot \mathrm {i} =\sin(y-x\cdot \mathrm {i} )\cdot \mathrm {i} \\&=&(\sin(y)\cdot \cosh(x)-\cos(y)\cdot \sinh(x)\cdot \mathrm {i} )\cdot \mathrm {i} \\&=&\cos(y)\cdot \sinh(x)+\sin(y)\cdot \cosh(x)\cdot \mathrm {i} \end{array}}}
Eksempel:
{\displaystyle \cos(4+3\cdot \mathrm {i} )={\color {ForestGreen}\cos(4)\cdot \cosh(3)-\sin(4)\cdot \sinh(4)\cdot \mathrm {i} }\approx -6.580\,663+7.581\,553\cdot \mathrm {i} }

### Komplekse potensfunktioner
En potensfunktion har en forskrift af formen
{\displaystyle p(z)=a_{n}\cdot z^{n}\quad a_{n}\in \mathbb {C} \setminus \{0\},\quad n\in \mathbb {N} }
hvor koefficienten {\displaystyle a_{n}} er et komplekst tal forskellig fra {\displaystyle 0} og potensen {\displaystyle n} er et naturligt tal.
Funktionens virkemåde kan undersøges ved at bestemme billedet af punkterne på en cirkel med centrum i {\displaystyle 0} og radius {\displaystyle r}. En sådan cirkel kan beskrives med en vinkelparameter {\displaystyle \varphi }:
{\displaystyle z=r\cdot \operatorname {cis} (\varphi ),\quad \varphi \in [0;\,2\cdot \pi [}.
Vi skriver den komplekse koefficient {\displaystyle a_{n}} på polær form,
{\displaystyle a_{n}=|a_{n}|\cdot \operatorname {cis} (\varphi _{0}),\quad \varphi _{0}=\arg(a_{n})}
Med anvendelse af ligningerne (?) og (?) ses, at cirklens billede bliver givet ved
{\displaystyle w=p(z)=|a_{n}|\cdot \operatorname {cis} (\varphi _{0})\cdot r^{n}\cdot \operatorname {cis} (n\cdot \varphi )=|a_{n}|\cdot r^{n}\cdot \operatorname {cis} (n\cdot \varphi +\varphi _{0})}.
Dette er en cirkel med centrum i {\displaystyle 0} og radius {\displaystyle |a_{n}|\cdot r^{n}}, som gennemløbes {\displaystyle n} gange, når {\displaystyle z} gennemløber cirklen én gang; begyndelsespunktet er faseforskudt vinklen {\displaystyle \varphi _{0}}, hvilket dog ikke ændrer billedets cirkelform.
Figuren illustrerer disse forhold for billedet af en enhedscirkel, {\displaystyle |z|=1}, ved fire forskellige potensfunktioner,
{\displaystyle p_{1}(z)=(+0.6+0.4\cdot \mathrm {i} )\cdot z^{1}+(+1+\mathrm {i} ),\quad \varphi _{0}\approx 33.69^{\circ }}.
{\displaystyle p_{2}(z)=(-0.4+0.4\cdot \mathrm {i} )\cdot z^{2}+(-1+\mathrm {i} ),\quad \varphi _{0}\approx 123.69^{\circ }}.
{\displaystyle p_{3}(z)=(-0.6-0.4\cdot \mathrm {i} )\cdot z^{3}+(-1-\mathrm {i} ),\quad \varphi _{0}\approx 213.69^{\circ }}.
{\displaystyle p_{4}(z)=(+0.4-0.6\cdot \mathrm {i} )\cdot z^{4}+(+1-\mathrm {i} ),\quad \varphi _{0}\approx 303.69^{\circ }}.
Der er adderet en konstant til hver funktion for at kunne forskyde billedcirklerne til hver sin kvadrant. Atten punkter på den første fjerdedel af enhedscirklen er markeret, og deres billeder viser, at det går jo hurtigere rundt på billedcirklerne, des højere potensen {\displaystyle n} er.

### Komplekse polynomier
Et polynomium af grad {\displaystyle n} har en forskrift af formen
{\displaystyle P(z)=a_{n}\cdot z^{n}+a_{n-1}\cdot z^{n-1}+...+a_{2}\cdot z^{2}+a_{1}\cdot z+a_{0}}
Polynomiets koefficienter {\displaystyle a_{i}} kan være vilkårlige komplekse tal, dog skal {\displaystyle a_{n}\neq 0}. Et komplekst tal {\displaystyle r} siges at være en rod i polynomiet {\displaystyle P(z)}, hvis
{\displaystyle P(r)=0}
Nulpolynomiet {\displaystyle P(z)=0} tildeles ingen grad.
Nultegradspolynomier {\displaystyle P(z)=a_{0},\quad a_{0}\neq 0} har ingen rødder.
Førstegradspolynomier {\displaystyle P(z)=a_{1}\cdot z+a_{0},\quad a_{1}\neq 0} har én rod nemlig {\displaystyle r=-a_{0}/a_{1}}.
Andengradspolynomier {\displaystyle P(z)=a_{2}\cdot z^{2}+a_{1}\cdot z+a_{0},\quad a_{2}\neq 0} har to rødder, nemlig dem, der blev bestemt i afsnittet om andengradsligninger.
Ifølge algebraens fundamentalsætning har et {\displaystyle n}-te grads polynomium {\displaystyle n} rødder og kan skrives på formen
{\displaystyle P(z)=a_{n}\cdot (z-r_{1})\cdot (z-r_{2})\cdot ...\cdot (z-r_{n})}
hvor de {\displaystyle n} rødder {\displaystyle r_{i}} ikke nødvendigvis er forskellige.
Ifølge afsnittet om komplekse potensfunktioner afbilder {\displaystyle p(z)=a_{n}\cdot z^{n}} en cirkel med centrum i {\displaystyle 0} og radius {\displaystyle r} i en cirkel med en ny radius, {\displaystyle |a_{n}|\cdot r^{n}}, som gennemløbes {\displaystyle n} gange. Da et polynomium er en sum af potensfunktioner, bliver billedet af en cirkel ved et polynomium en kurve, som er en sum af cirkelbevægelser med forskellig radius og frekvens, en art epicykelbevægelse. Figuren herunder viser et eksempel på dette. I artiklen algebraens fundamentalsætning vises yderligere billeder af andre cirkler ved det samme polynomium.

### Eksempler
Tredjegradspolynomiet
{\displaystyle P(z)=z^{3}-15\cdot z^{2}+(57+48\cdot \mathrm {i} )\cdot z+33-56\cdot \mathrm {i} }
har de tre komplekse rødder
{\displaystyle r_{1}=\mathrm {i} ,\quad r_{2}=3+4\cdot \mathrm {i} ,\quad r_{3}=12-5\cdot \mathrm {i} }
Sjettegradspolynomiet
{\displaystyle P(z)=z^{6}-1}
har som vist i afsnittet om komplekse enhedsrødder de seks enhedsrødder
{\displaystyle r_{1}=+1,\qquad r_{3}=+{\tfrac {1}{2}}+{\tfrac {1}{2}}\cdot {\sqrt {3}}\cdot \mathrm {i} ,\qquad r_{5}=-{\tfrac {1}{2}}+{\tfrac {1}{2}}\cdot {\sqrt {3}}\cdot \mathrm {i} }
{\displaystyle r_{2}=-1,\qquad r_{4}=+{\tfrac {1}{2}}-{\tfrac {1}{2}}\cdot {\sqrt {3}}\cdot \mathrm {i} ,\qquad r_{6}=-{\tfrac {1}{2}}-{\tfrac {1}{2}}\cdot {\sqrt {3}}\cdot \mathrm {i} }.
De fire komplekse rødder er parvis hinandens konjugerede, og faktoriseringen af polynomiet kan derfor med fordel ske ved at parre konjugerede rødder:
{\displaystyle (z-r_{3})\cdot (z-r_{4})=(z-{\tfrac {1}{2}}-{\tfrac {1}{2}}\cdot {\sqrt {3}}\cdot \mathrm {i} )\cdot (z-{\tfrac {1}{2}}+{\tfrac {1}{2}}\cdot {\sqrt {3}}\cdot \mathrm {i} )=(z-{\tfrac {1}{2}})^{2}+{\tfrac {3}{4}}=z^{2}-z+1}
{\displaystyle (z-r_{5})\cdot (z-r_{6})=(z+{\tfrac {1}{2}}-{\tfrac {1}{2}}\cdot {\sqrt {3}}\cdot \mathrm {i} )\cdot (z+{\tfrac {1}{2}}+{\tfrac {1}{2}}\cdot {\sqrt {3}}\cdot \mathrm {i} )=(z+{\tfrac {1}{2}})^{2}+{\tfrac {3}{4}}=z^{2}+z+1}
Vi har derfor faktoriseringen
{\displaystyle z^{6}-1=(z-1)\cdot (z+1)\cdot (z^{2}-z+1)\cdot (z^{2}+z+1)}

### Polynomier med reelle koefficienter
Det polynomium af grad seks, som blev omtalt i eksemplet, har reelle koefficienter og parvis konjugerede komplekse rødder. Dette gælder generelt: Vi betragter nu et polynomium, hvor alle koefficienter er reelle
{\displaystyle P(z)=a_{n}\cdot z^{n}+...+a_{2}\cdot z^{2}+a_{1}\cdot z+a_{0},\qquad a_{i}\in \mathbb {R} }
og antager at {\displaystyle r} er en rod , dvs.
{\displaystyle a_{n}\cdot r^{n}+...+a_{2}\cdot r^{2}+a_{1}\cdot r+a_{0}=0}
Ligningen konjugeres og vi benytter regneregler fra afsnittet om konjugering af komplekse tal:
{\displaystyle {\overline {a_{n}\cdot r^{n}+...+a_{2}\cdot r^{2}+a_{1}\cdot r+a_{0}}}={\overline {0}}}
{\displaystyle {\overline {a_{n}\cdot r^{n}}}+...+{\overline {a_{2}\cdot r^{2}}}+{\overline {a_{1}\cdot r}}+{\overline {a_{0}}}=0}
{\displaystyle {\overline {a_{n}}}\cdot {\overline {r^{n}}}+...+{\overline {a_{2}}}\cdot {\overline {r^{2}}}+{\overline {a_{1}}}\cdot {\overline {r}}+{\overline {a_{0}}}=0}
{\displaystyle a_{n}\cdot {\overline {r}}^{n}+...+a_{2}\cdot {\overline {r}}^{2}+a_{1}\cdot {\overline {r}}+a_{0}=0}
Ved den sidste omskrivning benyttes at {\displaystyle a_{i}}-erne er reelle tal. Den viser, at også {\displaystyle {\overline {r}}} er rod i polynomiet.
Lad nu {\displaystyle P(z)} være et ikke-konstant polynomium med reelle koefficienter, der ikke har nogen reel rod. Ifølge algebraens fundamentalsætning må {\displaystyle P(x)} så have en rod {\displaystyle r}, som er kompleks. Ifølge ovenstående er også {\displaystyle {\overline {r}}} rod, så {\displaystyle P(z)} har faktorerne {\displaystyle z-r} og {\displaystyle z-{\overline {r}}}. Produktet af de to faktorer er
{\displaystyle (z-r)\cdot (z-{\overline {r}})=z^{2}-(r+{\overline {r}})\cdot z+r\cdot {\overline {r}}}
Koefficienterne i dette andengradspolynomium er som tidligere vist reelle. Ved polynomiers division kan {\displaystyle P(x)} så skrives på formen
{\displaystyle P(z)=(z^{2}-(r+{\overline {r}})\cdot z+r\cdot {\overline {r}})\cdot Q(z)}
hvor {\displaystyle Q(x)} er et polynomium, hvis koefficienter ligeledes er reelle.
Hvis {\displaystyle P(z)} har reelle rødder, lad os sige i alt {\displaystyle m} rødder, så kan disse udspaltes i førstegradspolynomier:
{\displaystyle P(z)=(z-r_{1})\cdot (z-r_{2})\cdot ...\cdot (z-r_{m})\cdot Q(z)}
hvor polynomiet {\displaystyle Q(z)} ingen reelle rødder har. Da {\displaystyle Q(z)} som vist kan faktoriseres i andengradspolynomier, kan man konkludere følgende:
Et ikke-konstant polynomium med reelle koefficienter kan skrives som et produkt af førstegradspolynomier og andengradspolynomier, som alle har reelle koefficienter.
Eksemplet ovenfor viser opspaltningen af polynomiet {\displaystyle z^{6}-1}.

## Matrixrepresentation af komplekse tal
Mængden af {\displaystyle 2\times 2\;}-matricer af formen
{\displaystyle Z={\begin{pmatrix}a&-b\\b&a\end{pmatrix}}=a\cdot {\begin{pmatrix}1&0\\0&1\end{pmatrix}}+b\cdot {\begin{pmatrix}0&-1\\1&0\end{pmatrix}}=a\cdot E+b\cdot I\,} med {\displaystyle \,a,b\in \mathbb {R} }
kan også anvendes til at modellere komplekse tal. De to enheder, det reelle tal {\displaystyle 1} og det imaginære tal {\displaystyle \mathrm {i} }, repræsenteres af henholdsvis enhedsmatricen {\displaystyle E={\begin{pmatrix}1&0\\0&1\end{pmatrix}}} og matricen {\displaystyle I={\begin{pmatrix}0&-1\\1&0\end{pmatrix}}}. Der gælder derfor, at:
{\displaystyle \operatorname {Re} (Z)=a}
{\displaystyle \operatorname {Im} (Z)=b}
{\displaystyle I^{2}=-E}
{\displaystyle \operatorname {abs} (Z)={\sqrt {a^{2}+b^{2}}}={\sqrt {\det Z}}}
Mængden {\displaystyle \{a\cdot E+b\cdot I\,|\,a,b\in \mathbb {R} \}} danner et underrum af vektorrummet dannet af reelle {\displaystyle 2\times 2}-matricer.
De reelle tal repræsenteres af diagonalmatricerne {\displaystyle {\begin{pmatrix}a&0\\0&a\end{pmatrix}}}, de imaginære tal af matricerne {\displaystyle {\begin{pmatrix}0&-b\\b&0\end{pmatrix}}}.

## De komplekse tals historie
I forbindelse med behandlingen af kvadratiske ligninger har man meget tidligt bemærket og fremhævet det umulige i kvadratrodsuddragning af negative tal, altså retfærdiggøre at {\displaystyle x^{2}=-1\Rightarrow x=\pm {\sqrt {-1}}} kunne tillægges en mening. Det skete allerede i den i 820 forfattede algebra-bog af den persiske matematiker Muhammad al-Khwārizmī (efter hvem den matematiske disciplin algebra er opkaldt). Men matematikere blev ikke stående på det standpunkt, at ligninger af den nævnte type skulle være uløselige.

### Tredjegradsligninger
Tilskyndelsen til at studere hvad vi i dag kalder komplekse tal som et selvstændigt emne opstod i 1500-tallet hos de italienske matematikere Niccolò Fontana Tartaglia, Gerolamo Cardano (Ars magna, Nürnberg 1545) og Rafael Bombelli (L’Algebra, Bologna 1572; sandsynligvis skrevet mellem 1557 og 1560)   :59 . De søgte efter rødder hos tredje- og fjerdegradspolynomier. Selv om man kun var interesseret i reelle rødder, viste formlerne, at man i visse tilfælde kom ud for kvadratrødder af negative tal.
Man søgte efter en metode til at finde rødder i tredjegradsligninger af formen
{\displaystyle x^{3}=p\cdot x+q}
En sådan blev fundet af Scipione del Ferro omkring 1515 og uafhængigt af ham af Niccolò Tartaglia i 1539.:79  Tartaglias metode bygger på at udregne kubus på summen af to kubikrødder. Med nutidig notation har vi, at
{\displaystyle \left({\sqrt[{3}]{u}}+{\sqrt[{3}]{v}}\right)^{3}=3\cdot {\sqrt[{3}]{u\cdot v}}\left({\sqrt[{3}]{u}}+{\sqrt[{3}]{v}}\right)+u+v}
Sætter man {\displaystyle x={\sqrt[{3}]{u}}+{\sqrt[{3}]{v}}}, {\displaystyle p=3\cdot {\sqrt[{3}]{u\cdot v}}} og {\displaystyle q=u+v}, så kan {\displaystyle u} og {\displaystyle v} udtrykkes ved {\displaystyle p} og {\displaystyle q} som henholdsvis {\displaystyle u=q/2+{\sqrt {(q/2)^{2}-(p/3)^{3}}}} og {\displaystyle v=q/2-{\sqrt {(q/2)^{2}-(p/3)^{3}}}}. Heraf følger, at
{\displaystyle x={\sqrt[{3}]{q/2+{\sqrt {(q/2)^{2}-(p/3)^{3}}}}}+{\sqrt[{3}]{q/2-{\sqrt {(q/2)^{2}-(p/3)^{3}}}}}}.
Hvis størrelsen {\displaystyle (q/2)^{2}-(p/3)^{3}} er ikke-negativ, opstår der ingen problemer, dette tilfælde blev kaldt casus reducibilis. Men er den negativ, kommer man ud på dybt vand til imaginære tal (casus irreducibilis); i så fald skal den anden kubikrod opfattes som den komplekst konjugerede af den første.
I 1545 offentliggjorde den italienske matematiker Gerolamo Cardano (1501–1576) sin bog Artis magnae sive de regulis algebraicis liber unus (Det store værk om algebraens regler, bind 1) . Han havde tidligere fået overtalt Tartaglia til at røbe sin fremgangsmåde mod højtideligt at love ikke at afsløre den. Dette løfte holdt Cardano ikke, hvilket førte til en bitter strid mellem de to :56 .
I bogen behandler Cardano også den opgave at finde to tal, hvis produkt er 40 og hvis sum er 10. Problemet fører til ligningen {\displaystyle x\cdot (10-x)=40} eller {\displaystyle x^{2}-10\cdot x+40=0}, og han fremhæver, at den ikke har nogen løsning. Men han tilføjer, at hvis man i løsningsformlen for en normeret andengradsligning,
{\displaystyle x_{1,2}=-{\frac {p}{2}}\pm {\sqrt {{\frac {p^{2}}{4}}-q}}}
indsætter {\displaystyle p=-10} og {\displaystyle q=40}, så fremkommer kvadratroden
{\displaystyle {\sqrt {25-40}}={\sqrt {-15}}}.
Hvis man kunne tillægge dette udtryk nogen mening, så ville tallene
{\displaystyle x_{1}=5+{\sqrt {-15}}}
{\displaystyle x_{2}=5-{\sqrt {-15}}}
faktisk være en løsning på problemet.
Problemet er her beskrevet med moderne notation. Cardano selv skrev de to komplekse rødder som :78 
{\displaystyle 5\cdot {\tilde {p}}\cdot R\cdot {\tilde {m}}\cdot 15\quad } og {\displaystyle \quad 5\cdot {\tilde {m}}\cdot R\cdot {\tilde {m}}\cdot 15\quad }
hvor {\displaystyle {\tilde {p}}} står for "plus", {\displaystyle {\tilde {m}}} for "minus" og {\displaystyle R} for "radix" (rod). De moderne symboler, {\displaystyle +}, {\displaystyle -} og {\displaystyle \surd } var endnu ikke i brug - og anvendelse af sådanne nye tegn ville kræve, at bogtrykkeren først fik fremstillet nye typer til at sætte dem med.

### Rafael Bombelli
Den italienske matematiker Bombelli er den første, der formulerer regler for, hvordan man skal regne med kvadratrødder af negative tal. Han benytter betegnelsen "più di meno" ("plus af minus") for hvad vi i dage ville skrive som {\displaystyle +{\sqrt {(-)}}} og "men di meno" ("minus af minus") for {\displaystyle -{\sqrt {(-)}}}.
I bogen Algebra starter han pædagogisk med at formulere velkendte regneregler og introducerer så de nye:82 :
| Bombellis verbale regneregel                                                          | Moderne skrivemåde for reglen                       |
| ------------------------------------------------------------------------------------- | --------------------------------------------------- |
| Più via più fà più Plus gange plus giver plus                                         | {\displaystyle +{\sqrt {n}}\cdot +{\sqrt {n}}=+n}   |
| Più via meno fà meno Plus gange minus giver minus                                     | {\displaystyle +{\sqrt {n}}\cdot -{\sqrt {n}}=-n}   |
| Meno via meno fà più Minus gange minus giver plus                                     | {\displaystyle -{\sqrt {n}}\cdot -{\sqrt {n}}=+n}   |
| Più di meno via più di meno, fà meno Plus af minus gange plus af minus giver minus    | {\displaystyle +{\sqrt {-n}}\cdot +{\sqrt {-n}}=-n} |
| Più di meno via men di meno, fà più Plus af minus gange minus af minus giver plus     | {\displaystyle +{\sqrt {-n}}\cdot -{\sqrt {-n}}=+n} |
| Meno di meno via più di meno, fà più Minus af minus gange plus af minus giver plus    | {\displaystyle -{\sqrt {-n}}\cdot +{\sqrt {-n}}=+n} |
| Meno di meno via men di meno, fà meno Minus af minus gange minus af minus giver minus | {\displaystyle -{\sqrt {-n}}\cdot -{\sqrt {-n}}=-n} |

### Descartes og Leibniz
Den franske filosof René Descartes tog afstand fra kvadratrødder af negative tal og indførte betegnelsen "imaginær" for dem i afhandlingen La Géométrie fra 1637.
 ([...] quelquefois seulement imaginaires c'est-à-dire que l'on peut toujours en imaginer autant que j'ai dit en chaque équation, mais qu'il n'y a quelquefois aucune quantité qui corresponde à celle qu'on imagine.)
[...] nogle gange alene imaginært, det vil sige, at man kan alene tænke på det som uvirkeligt, sådan som jeg har sagt ved hver ligning, men somme tider findes der ingen størrelse, som svarer til noget man kan forestille sig.

Den tyske polyhistor og udvikler af differential- og integralregning, Leibniz, beskæftigede sig også med imaginære tal. Han påviste :58 , at
{\displaystyle {\sqrt {1+{\sqrt {-3}}}}+{\sqrt {1-{\sqrt {-3}}}}={\sqrt {6}}},
et resultat, der forbløffede mange, for hvordan kunne summen af to "uvirkelige" tal give et "virkeligt" tal? Leibniz selv betegnede i 1702 disse imaginære tal som 
 ...eine feine und wunderbare Zuflucht des menschlichen Geistes, beinahe ein Zwitterwesen zwischen Sein und Nichtsein.
...en fin og vidunderlig tilflugt for det menneskelige sind, næsten en krydsning mellem væren og ikke-væren.

### Abraham de Moivre
I 1700-tallet blev anvendelsen af komplekse tal mere almindelig, da man fandt ud af, at formel manipulation af udtryk med komplekse tal kunne bruges til at forenkle regning med trigonometriske funktioner. Således kunne Abraham de Moivre i 1707 vise, at
{\displaystyle \cos x={\tfrac {1}{2}}(\cos(nx)+\sin(nx)\cdot \mathrm {i} )^{1/n}+{\tfrac {1}{2}}(\cos(nx)-\sin(nx)\cdot \mathrm {i} )^{1/n}}
gjaldt for alle naturlige tal {\displaystyle n} .
Han tilskrives at have udledt den berømte formel
{\displaystyle (\cos(x)+\sin(x)\cdot \mathrm {i} )^{n}=\cos(n\cdot x)+\sin(n\cdot x)\cdot \mathrm {i} .}
der i dag bærer hans navn. Den blev bevist i 1749 af Euler.

### Leonhard Euler
Den produktive schweiziske matematiker Leonhard Euler står bag meget af den notation, som også i dag benyttes inden for matematikken. Han populariserede anvendelsen af {\displaystyle \pi } som betegnelse for det konstante forhold mellem en cirkels omkreds og dens diameter (indført af waliseren William Jones) og indførte betegnelserne {\displaystyle \mathrm {e} } for grundtallet for den naturlige logaritmefunktion, {\displaystyle \Sigma } som symbol for en sum af beslægtede led, {\displaystyle f(x)} for funktionsværdi og også {\displaystyle \mathrm {i} } for den imaginære enhed .
I 1748 kunne Euler forbinde de trigonometriske funktioner med eksponetialfunktionen, idet han udledte, hvad der i dag betegnede Eulers formel:
{\displaystyle \cos(\varphi )+\sin(\varphi \cdot \mathrm {i} )=e^{\varphi \cdot \mathrm {i} }}
Det gjorde han ved formel regning med komplekse potensrækker, jævnfør afsnittet #Kompleks eksponentialfunktion. Han noterede desuden, at man med denne formel kunne reducere enhver trigonometrisk identitet til en meget enklere eksponentiel identitet.
Det gav anledning til forvirring, at man ved anvendelse af den kendte regneregel for ikke-negative reelle tal,
{\displaystyle {\sqrt {a\cdot b}}={\sqrt {a}}\cdot {\sqrt {b}}}
på imaginære tal kunne nå frem til modstriden
{\displaystyle 1={\sqrt {1}}={\sqrt {(-1)\cdot (-1)}}={\sqrt {-1}}\cdot {\sqrt {-1}}=-1}
en ligning, som længe plagede Euler. Ikke desto mindre introducerede han komplekse tal for sine studerende langt tidligere end det er tilfældet i dag. I sin grundlæggende algebra-bog fra 1765, Vollständige Anleitung zur Algebra, indførte han næsten straks komplekse tal og anvendte dem lige så naturligt som reelle tal.
Ligningen
{\displaystyle \mathrm {e} ^{\varphi \cdot \mathrm {i} }=\cos(\varphi )+\mathrm {i} \cdot \sin(\varphi )}
er af fysikeren Richard P. Feynman blevet kaldt "the most remarkable formula in mathematics".
Et specialtilfælde af denne formel, Eulers identitet,
{\displaystyle \mathrm {e} ^{\pi \cdot \mathrm {i} }+1=0}
er ved en afstemning blandt matematikere i 1988 blevet betegnet som "den smukkeste formel i matematikken", fordi den samler begreberne addition, multiplikation og potensopløftning i en elementær ligning, som indeholder de vigtige konstanter {\displaystyle 0}, {\displaystyle 1}, {\displaystyle \mathrm {e} }, {\displaystyle \mathrm {i} } og {\displaystyle \pi } og dermed repræsenterer de matematiske discipliner algebra, analyse og geometri. 

### Caspar Wessel
Den første, som fremkom med en geometrisk fortolkning af komplekse tal som punkter i et talplan, var den dansk-norske landmåler Caspar Wessel, bror til digteren Johan Herman Wessel (der om Caspar skrev: "Han tegner Landkort og og læser Loven, han er ligesaa flittig, som jeg er doven" :59 ). Han ønskede at kunne regne med orienterede liniestykker for at lette beregningen af sider og vinkler i trekanter og andre polygoner. I 1799 fik han trykt en afhandling i Det kongelige danske videnskabernes Selskabs skrifter, der bl.a. indeholder regler for addition og multiplikation af liniestykker. De relevante paragraffer er følgende; "unitet": "enhed", "perpendicular" : "vinkelret på":
Fastsættelsen omtalt i §1 ville man i dag beskrive som reglen for addition af vektorer, og i §4 gives reglen for produktet af komplekse tal formuleret i polære koordinater. Endelig forklarer §5 omhyggeligt, hvordan man skal regne med {\displaystyle \varepsilon }, som i dag betegnes {\displaystyle \mathrm {i} }.
Men da Wessels afhandling var affattet på dansk i et relativt obskurt tidsskrift, forblev den upåagtet, indtil en oversættelse til fransk blev udgivet i 1897. Hundrede år senere blev skriftet også oversat til engelsk .

### Jean-Robert Argand
Uafhængigt af Wessel udgav den franske amatørmatematiker Jean-Robert Argand (1768 - 1783) i 1806 et ligeledes obskurt privattryk med de samme idéer om en kompleks talplan. I pamfletten gav han også et bevis for algebraens fundamentalsætning, der siger, at ethvert ikke-konstant polynomium har en rod (og dermed at et polynomium af grad {\displaystyle n} har {\displaystyle n} rødder). Den franske matematiker Legendre fik kendskab til skriftet og fra 1813 blev det kendt i brede kredse. Gauss omtaler fremstillingen i et brev til Friedrich Bessel dateret 18. december 1811 .

### Carl Friedrich Gauss
Carl Friedrich Gauss havde allerede tidligere beskæftiget sig med algebraens fundamentalsætning og offentliggjort et topologisk bevis for den i 1797, men her udtrykt tvivl om "den sande metafysik af kvadratroden af −1".
Gauss' arbejdsmotto var pauca sed matura (sparsomt, men modent), og han offentliggjorde derfor ikke noget, før han selv syntes, at det var fuldstændigt og hævet over kritik. Først i 1831 var den nævnte tvivl blevet overvundet. Han offentliggjorde da en afhandling, Theoria residuorum biquadraticorum (Teorien for bikvadratiske residuer) , i hvilken han indførte betegnelsen "komplekse tal" og lagde grunden for den notation og terminologi, som benyttes i dag:
 ...tales numeros vocabimus numeros integros complexos, ita quidem, ut reales complexis non opponantur, sed tamquam species sub his contineri censeatur.

...sådanne tal kalder vi hele , komplekse tal, således at de reelle tal ikke står i modsætning til de komplekse tal, men betragtes som indeholdt i dem som en underart.

- Bind 2, side 102 af Carl Friedrich Gauss' Werke, 12 bind, Göttingen, 1870 - 1933. :77 

Gauss beskrev komplekse tal ved hjælp af punkter i en plan, den gaussiske talplan. Om den tidligere uvilje mod imaginære tal skriver han:
 Hvis dette emne hidtil er blevet betragtet fra et forkert synspunkt og har været indhyllet i mystik og mørke, så skyldes det for en stor del en uhensigtsmæssig terminologi. Hvis man i stedet for at kalde {\displaystyle +1}, {\displaystyle -1} og {\displaystyle {\sqrt {-1}}} for positiv, negativ og imaginær (eller endnu værre umulig) enhed havde brugt betegnelser som for eksempel direkte, modsat og lateral enhed, så ville der næppe have være plads for en sådan grad af uklarhed".
- Gauss

Gauss overvejede også, om det var muligt at udvide de regneregler, som gjaldt for todimensionale komplekse tal til tredimensionale talpar. Han bebudede en afhandling...
 ...som også vil besvare spørgsmålet om, hvorfor forholdene mellem ting, som fremstiller en mangfoldighed med mere end to dimensioner, endnu ikke er i stand til at opvise andre størrelsesarter end dem, der er tilladt i den almindelige aritmetik.

- Bind 2, side 178 af Carl Friedrich Gauss' Werke, 12 bind, Göttingen, 1870 - 1933. :106 

Citatet antyder, at Gauss havde indset, at en sådan udvidelse ikke er mulig.

### Augustin Louis Cauchy
Den komplekse funktionsteori regnes for grundlagt af den franske matematiker Augustin Louis Cauchy, der var en flittig skribent, idet han i sin karriere offentliggjorde over 800 videnskabelige artikler og fem lærebøger inden for matematik og matematisk fysik. I 1814 indleverede et skrift om kompleks integration til det franske akademi; det blev dog først offentliggjort i 1825. I 1821 udgav han lærebogen Cours d’analyse, hvor han indførte en regoristisk behandling af bl.a. begrebet kontinuitet ved hjælp af den stadig i dag anvendte {\displaystyle \varepsilon -\delta } formalisme.
Cauchy behandlede funktioner, som afbilder den komplekse plan ind i den komplekse plan, og han undersøgte specielt holomorfe funktioner, dvs. funktioner af en kompleks variabel, der er differentiable i en omegn af ethvert punkt i sin definitionsmængde. Om en sådan funktion {\displaystyle f(z)} beviste han, at linjeintegralet beregnet langs en vilkårlig lukket kurve {\displaystyle C} er nul:
{\displaystyle \oint _{C}f(z)dz=0}
Dette resultat betegnes i dag Cauchys integralsætning.

### William Hamilton
I 1833 fik den irske matematiker William Rowan Hamilton konstrueret en modsætningsfri definition af komplekse tal {\displaystyle a+b\cdot \mathrm {i} } som ordnede par {\displaystyle (a,b)} af reelle tal, hvor addition og multiplikation foregår efter reglerne 
{\displaystyle {\begin{array}{lcl}(a_{1},b_{1})+(a_{2},b_{2})&=&(a_{1}+a_{2},b_{1}+b_{2})\\(a_{1},b_{1})\cdot (a_{2},b_{2})&=&(a_{1}\cdot a_{2}-b_{1}\cdot b_{2},a_{1}\cdot b_{2}+a_{2}\cdot b_{1})\end{array}}}
Hamilton introducerede også den ovenfor indførte funktion {\displaystyle \operatorname {cis} } .
I mange år arbejdede Hamilton på at forsøge at udvide talbegrebet fra de komplekse tals to dimensioner til tre: Er det muligt at definere addition og multiplikation for reelle talsæt {\displaystyle (a_{1},a_{2},a_{3})} på en sådan måde, at der fremkommer et legeme? Han opdagede i 1843, at dette ikke var muligt, men hvis man gik en dimension op og betragtede fire-dimensionale talpar {\displaystyle (a_{1},a_{2},a_{3},a_{4})}, så kunne det gøres:79 . Dog måtte man for at konstruere tallegemet afstå fra kravet om, at multiplikation er kommutativ. Hamiltons tallegeme kaldes kvaternionlegemet, og for dets elementer, kvaternionerne, gælder altså ikke generelt, at {\displaystyle a\cdot b=b\cdot a}.

### Den senere udvikling
Teorien for holomorfe (dvs. overalt differentiable funktioner) blev påbegyndt i 1825 af Cauchy og videreudviklet af især Bernhard Riemann og Karl Weierstrass op gennem det 19. århundrede:9 . De i dag almindeligt anvendte begreber inden for komplekse tal stammer hovedsageligt fra grundlæggerne. Argand betegnede størrelse {\displaystyle \cos(\varphi )+\sin(\varphi )\cdot \mathrm {i} } for retningsfaktoren og {\displaystyle r={\sqrt {a^{2}+b^{2}}}} for modulus; Cauchy (1828) kaldte {\displaystyle \cos(\varphi )+\sin(\varphi )\cdot \mathrm {i} } for en reduceret form (l'expression réduite) og synes at have indført betegnelsen argument; Euler introducerede {\displaystyle i} for {\displaystyle {\sqrt {-1}}} og Gauss indførte begrebet komplekst tal for {\displaystyle a+b\cdot \mathrm {i} } og kaldte {\displaystyle a^{2}+b^{2}} for tallets norm. Udtrykket retningskoefficient, som ses anvendt for {\displaystyle \cos(\varphi )+\sin(\varphi )\cdot \mathrm {i} } skyldes Hermann Hankel (1867) og termen absolut værdi for modulus stammer fra Karl Weierstrass.
I dag regner man lige så problemfrit med komplekse tal som med reelle tal og betegnelsen imaginær skal udelukkende ses historisk.

## Anvendelser
- Kompleks funktionsteori
- Fraktaler.
- Uden for matematikken finder komplekse tal udbredt anvendelse i elektrodynamik og kvantemekanik.
- Elektriske kredsløb [4]:43-72 .